# Nuklearkatastrophe von Fukushima/Ablauf in den einzelnen Systemen
zurück zur Hauptseite

## Probleme in den Reaktoren 1 bis 3

Schema eines Siedewasserreaktors

Reaktorgebäude, darin Sicherheitsbehälter Mark I (orange), bestehend aus Druckkammer (11) und Kondensationskammer (24) zum Druckabbau, sowie Abklingbecken (5). Reaktordruckbehälter (8, gelb) mit Reaktorkern (1, Brennelemente rot)

Nach der Schnellabschaltung der Reaktoren wurden auch die Dampf- und Wasserkreisläufe zu den Turbinen unterbrochen (siehe Leitungen Nr. 6 und 7 in der Grafik rechts); damit ging planmäßig die Hauptwärmesenke der Reaktoren verloren. Die vom verdampfenden Wasser in den Reaktoren aufgenommene Nachzerfallswärme wurde nun jeweils in wassergefüllte Kondensationskammern abgeführt, die als Ersatzwärmesenke dienten. In Block 2 und 3 war dies jeweils die große Kondensationskammer unter dem Reaktor (Nr. 24 in der zweiten Grafik), die indirekt mit Meerwasser gekühlt wurde (RHR-System). Im anders aufgebauten Block 1 kamen verschiedene Notkühlsysteme zum Einsatz.
Knapp eine Stunde später fielen die Notstromgeneratoren aus, und damit auch die elektrisch betriebenen Pumpen der Kühlsysteme von Reaktorblock 2 und 3. Eine Wärmeabfuhr aus den Reaktor-Kondensationskammern und den Abklingbecken ins Meer war nicht mehr möglich. Die direkte Kühlung der Reaktorkerne erfolgte nun mit dampfgetriebenen Pumpen (RCIC), deren Einsatz nur für einen begrenzten Zeitraum vorgesehen ist. Eine Stromversorgung wird hierbei nur für die Regelung der Pumpen und für die Ansteuerung von Ventilen benötigt. Dies war in Block 2 und 3 kurzzeitig mit Notstrombatterien möglich, bis diese ausfielen oder das Kühlsystem aus anderen Gründen versagte. In Block 1 fiel die Notkühlung vermutlich bereits durch die Tsunami-Überschwemmung aus. Die als letzte Notmaßnahme verwendbaren, dieselbetriebenen Pumpen des Feuerlöschsystems waren aus verschiedenen Gründen nicht einsetzbar, oder wurden falsch bedient. Es wurde kein frisches Kühlwasser mehr in die Reaktoren eingespritzt und das noch vorhandene Wasser verdampfte. Dadurch sank der Wasserstand ab und die Reaktorbrennstäbe waren zunächst teilweise, später gar nicht mehr von Wasser umgeben, wodurch sie sich aufgrund der Nachzerfallswärme weiter erhitzten.

Die Hüllen der Brennstäbe bestehen aus einer Zirkalloy genannten Zirkoniumlegierung. Bei Temperaturen ab etwa 800 °C reagiert das Zirkonium mit dem umgebenden Wasserdampf unter Bildung von Zirkoniumoxid und Wasserstoff. Die mit dem Oxidationsvorgang verbundene erhebliche Wärmeentwicklung treibt diesen weiter voran (exotherme Reaktion). Ab ca. 1200 °C nimmt die Oxidation des Zirkoniums dramatisch zu.
Bei Temperaturen ab etwa 900 °C beginnen die Hüllrohre der Brennstäbe durch den inneren Gasdruck zu bersten. Dadurch werden radioaktive Gase und Partikel des Brennmaterials freigesetzt, darunter die Isotope 131I und 129I, die weiteren Spaltprodukte 137Cs, 134Cs und 90Sr sowie das Brutprodukt 239Pu. Oberhalb von etwa 1750 °C schmilzt das Zirkalloy, fließt zusammen mit gelöstem Uranoxid der Brennstäbe auf den Boden des Druckbehälters und lagert sich dort als sogenanntes Corium ab – eine Kernschmelze hat begonnen. Ab 2850 °C schmilzt auch das Uranoxid der Brennstäbe und bildet zusammen mit geschmolzenen Steuerstäben weiteres „Corium“. In allen drei betroffenen Reaktoren waren die Brennstäbe so lange ohne Kühlung, dass diese Vorgänge abliefen und der Großteil des Reaktorkerns schmolz.
Da die Reaktordruckbehälter nach dem Notstromausfall verschlossen waren, stieg der Druck durch Wasserverdampfung und Wasserstoffproduktion bis auf die vorgesehenen Höchstwerte an. Automatisch öffneten sich Sicherheitsventile und ließen Teile des Dampf-Wasserstoff-Radionuklid-Gemischs in die Sicherheitsbehälter ab. Später wurden auch manuelle Entlastungen der Druckbehälter vorgenommen, um Wasser einpumpen zu können.

Sicherheitsbehälter-Drücke und Venting-Zeitpunkte

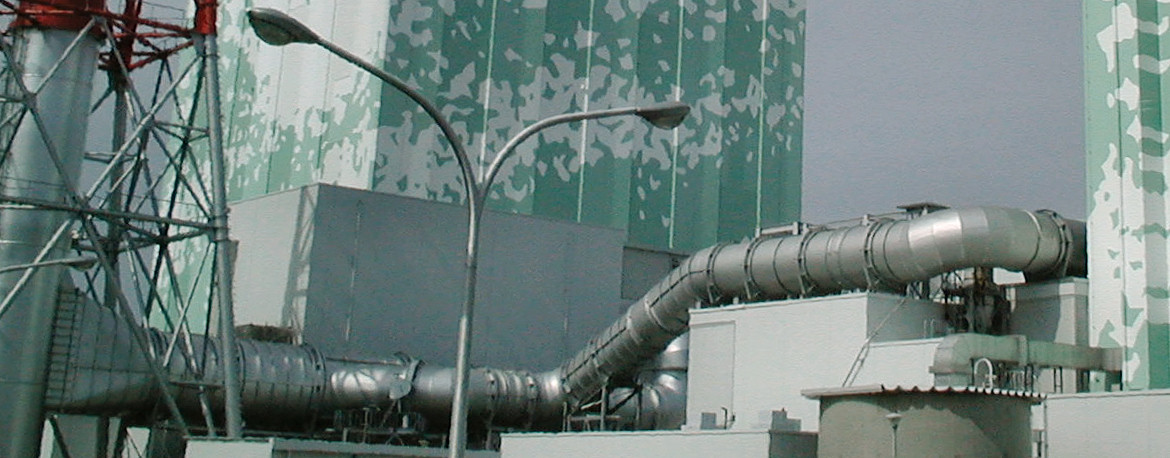
Entlüftungsrohr, hier an Block 5 (1999)

In den Sicherheitsbehältern gab es ebenfalls keine Kühlmöglichkeit mehr, und der Druck stieg auch dort an. Er stabilisierte sich jedoch jeweils bei etwa 750 (Reaktor 1 und 2) beziehungsweise 500 (Reaktor 3) Kilopascal (siehe Grafik). Vermutlich versagten bei diesem Druck Dichtungen der Sicherheitsbehälter, sodass sich kein höherer Druck mehr aufbauen konnte, sondern das Dampf-Wasserstoff-Gemisch in die Reaktorgebäude entwich. Um den Druck zu senken und damit ein Bersten der Sicherheitsbehälter zu verhindern, wurden Teile der in den Sicherheitsbehältern verbliebenen, mit Radionukliden kontaminierten Gase schließlich in die Umgebung abgelassen (Venting). Später wurden Vermutungen geäußert, dass das Venting wegen unterdimensionierter oder durch das Erdbeben gebrochener Rohre, oder wegen fehlender Stromversorgung nicht richtig funktioniert habe und auf diese Weise das Gas in die Gebäudehülle gelangt sei. Nach den meisten Druckentlastungen wurden allerdings erhebliche radioaktive Emissionen außerhalb der Reaktorgebäude gemessen.
Nachdem sich eine hinreichende Menge an Wasserstoff angesammelt hatte, kam es jeweils zu einer Wasserstoffexplosion, welche Teile des Gebäudes und Teile der darin enthaltenen Technik zerstörte. Währenddessen setzten sich die Kernschmelzen fort. Teile der geschmolzenen Reaktorkerne liefen, laut einer Analyse der NISA, aus den Druckbehältern; sammelten sich auf dem Boden der Sicherheitsbehälter an und beschädigten diese.

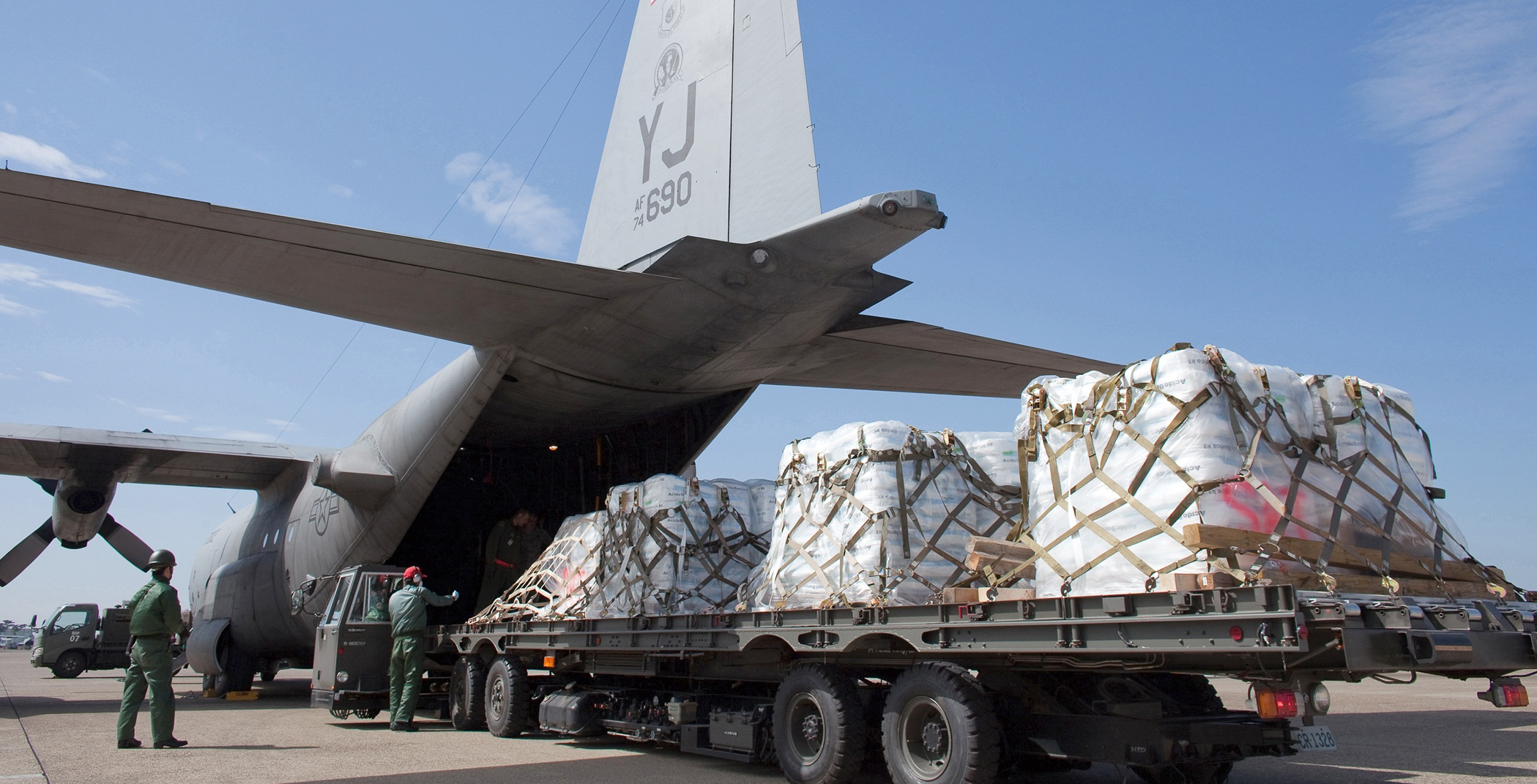
Bor-Anlieferung durch die US Air Force am 19. März 2011

Um die Reaktorkerne zu kühlen und gleichzeitig eine unkontrollierte Kettenreaktion zu unterbinden, wurde mit Borsäure versetztes Meerwasser in die Druckbehälter eingeleitet. Das in natürlichem Bor zu 20 % vorhandene Isotop 10B kann aus einer Kernspaltung entstehende Neutronen sehr effizient absorbieren (Neutronenabsorber), wobei es zu Lithium und Helium zerfällt. Da Japans Borvorräte nicht ausreichten, lieferte Südkorea 52 Tonnen seiner Borreserven nach Japan. Frankreich lieferte weitere 95 Tonnen.
Die Wassereinspeisung erfolgte über vorhandene Leitungen, zunächst mit Feuerwehrausrüstung und später mit stärkeren, elektrischen Pumpen. Es wurde etwas mehr Wasser eingeleitet, als zur vollständigen Abfuhr der Nachzerfallswärme durch Verdampfen nötig gewesen wäre, aber wegen der Schäden an den Behältern ging mehr als die Hälfte davon verloren, während der Rest verdampfte und in die Umgebung entwich. Das Leckwasser sammelte sich teilweise in den Sicherheitsbehältern; der Rest trat von dort in die Reaktorgebäude aus. Dieses Notkühlverfahren – unter günstigeren Umständen würde es ohne Austritt von flüssigem Wasser ablaufen – wird als „feed and bleed“ bezeichnet. Es hat den gravierenden Nachteil, dass zusammen mit dem Dampf auch radioaktive Stoffe aus dem Reaktorkern in die Umgebung gelangen.
Wegen des Wasserverlustes durch die Lecks konnten die Überreste der Reaktorkerne (laut NISA) nur teilweise mit Wasser bedeckt werden; sie würden teils mit Wasser und teils mit Dampf gekühlt.

## Probleme in den Abklingbecken
Eine zusätzliche Gefahr ergab sich daraus, dass die gebrauchten Brennelemente zunächst im Reaktorgebäude und später in einem zentralen Abklingbecken über viele Jahre gelagert wurden und nach wie vor werden. Die gelagerten Brennelemente geben aufgrund der Nachzerfallswärme weiterhin Energie an das Wasser des Beckens ab, welches auf einen Kühlkreislauf angewiesen ist. Durch den vollständigen Stromausfall fiel dieser Kühlkreislauf bei allen Abklingbecken aus, sodass sich das Wasser dort allmählich erhitzte und teilweise verdunstete.
Werden die Elemente nicht mehr vollständig von Wasser bedeckt, drohen deren Überhitzung und chemische Reaktionen ähnlich wie im Reaktor, bis hin zum Bersten der Brennstäbe. Ohne Kühlwasser und ohne Gebäudedach, das bei drei der Reaktoren nach den Explosionen fehlte, würden die im Vergleich zu den Reaktoren sogar in höheren Konzentrationen enthaltenen Radionuklide in die Umwelt freigesetzt.
Wassermesswerte aus den Abklingbecken deuteten zunächst darauf hin, dass solche Vorgänge in Block 2 und 3 abliefen, und in geringerem Maße auch in Block 4. Später kamen Tepco sowie offizielle Untersuchungsberichte zu dem Schluss, dass sowohl die Becken selbst als auch die darin gelagerten Brennelemente höchstwahrscheinlich intakt blieben. Der Wasserstand in den Becken ist im Normalbetrieb fast dreimal so hoch wie die Höhe der gelagerten Brennelemente. Dadurch bestehe genügend Reserve, um auch mehrwöchige Kühlausfälle zu überbrücken. Eine 2016 veröffentlichte Untersuchung der National Academy of Sciences kommt jedoch zu dem Schluss, dass nur ein zufälliges Leck das Abklingbecken in Block 4 wieder geflutet und eine Selbstentzündung der dort trockengefallenen Brennstäbe verhindert habe.

## Reaktorblock 1

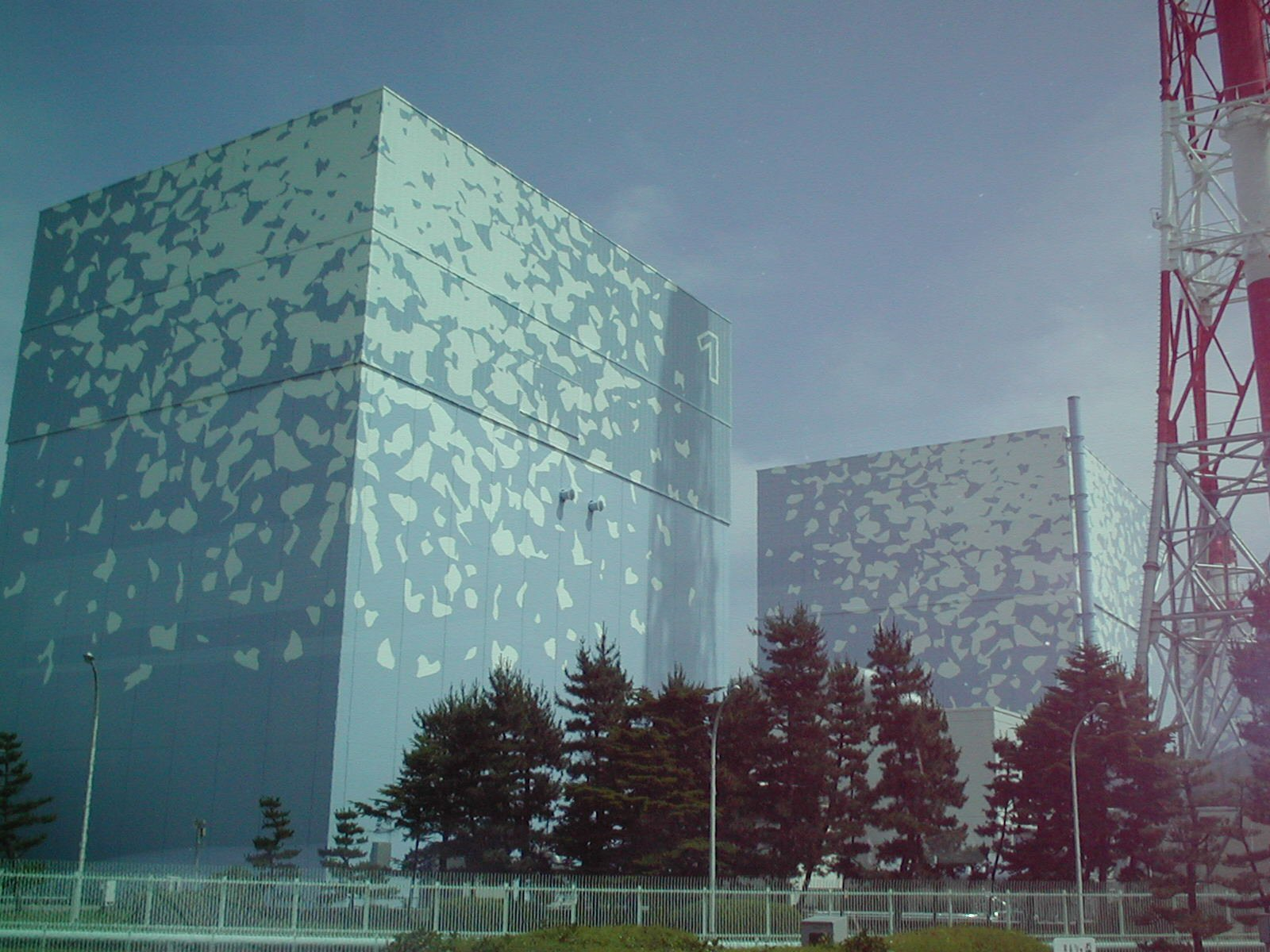
Nordwestansicht der Reaktorgebäude 1 und 2 (1999)

Block 1 von Fukushima I wurde 1967 bis 1970 errichtet und war das erste Kernkraftwerk Japans. Er basiert auf einem älteren und kleineren Reaktormodell als die übrigen Blöcke der Anlage (→ siehe technische Daten der Reaktorblöcke) und verfügte über schwächere Notfallsysteme. Die Laufzeit dieses Reaktors sollte eigentlich Anfang 2011 enden, wurde aber von der NISA im Februar 2011 um zehn Jahre verlängert.
Im Abklingbecken von Block 1 lagerten nur relativ wenige, alte Brennelemente, die im Gegensatz zum Reaktor nur wenig Kühlung benötigten.

### Strom- und Kühlungsausfall

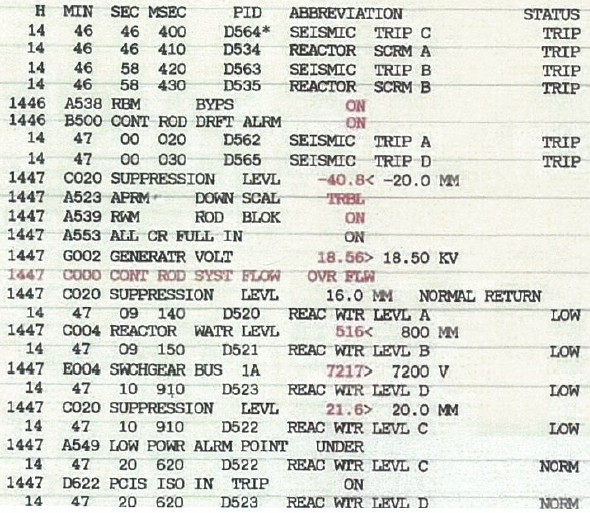
Datenprotokoll von Block 1: Auslösung der vier Seismometer ab 14:46:46.40, Einfahren der Steuerstäbe um 14:47

Das Erdbeben löste am 11. März ab 14:46:46 Uhr (Ortszeit) eine Vielzahl von Aktionen in Block 1 aus. Der Reaktor wurde planmäßig automatisch heruntergefahren und gleichzeitig wegen Ausfall der externen Stromversorgung auf Notstrombetrieb umgeschaltet. Arbeiter berichteten später von gebrochenen Rohren im Reaktorgebäude, aus denen Wasser herausschoss. Eines der Notkühlsysteme (Isolation Condenser) schaltete sich kurz ein und ging wieder außer Betrieb. Ein anderes (Containment Cooling System) kühlte danach vorerst den Sicherheitsbehälter, der den Reaktordruckbehälter umschließt. Tepco bestritt später, dass das Erdbeben nennenswerte Schäden oder Sicherheitsprobleme verursacht hätte, musste aber bereits kurz darauf ein ähnliches Dementi für Block 3 zurückziehen.
Nach dem Eintreffen des Tsunami fielen um 15:37 Uhr die Notstromgeneratoren wegen Überschwemmung aus. Alle laufenden Kühlsysteme gingen außer Betrieb. Auch die Reaktordaten-Aufzeichnung funktionierte nicht mehr, sodass zum weiteren Verlauf nur Notizen und Gedächtnisprotokolle der Kraftwerksmitarbeiter sowie theoretische Überlegungen existieren. Die Notstrombatterien waren wegen überschwemmter Elektrik – wenn überhaupt – nur noch eingeschränkt verfügbar, und die Notkühlung funktionierte trotz mehrerer, redundanter Systeme nicht mehr oder nur noch zeitweise. Tepco meldete um 16:36 Uhr und dann nochmals um 17:07 Uhr einen Kühlausfall an die Aufsichtsbehörde.
Der Kraftwerksbetreiber beorderte Notstromgeneratoren aus anderen Kraftwerken nach Fukushima I, die jedoch im Verkehr stecken blieben. Daraufhin bat Tepco den Energieversorger Tōhoku Denryoku um Hilfe und ließ von dessen Kraftwerken Generatoren kommen; ebenso von den Streitkräften. Außerdem wurden Ersatzbatterien per Hubschrauber aus einem vom Erdbeben zerstörten Tepco-Kraftwerk im nahe gelegenen Hirono angefordert. Stellenweise behalf man sich mit Autobatterien und mobilen Generatoren, um zumindest einzelne Messwerte ablesen zu können.
Seit dem Kühlausfall gegen 17 Uhr suchte man auch nach alternativen Methoden zum Einleiten von Kühlwasser. Mitarbeiter begaben sich in das dunkle Reaktorgebäude, öffneten von Hand Ventile und nahmen die dieselbetriebene Pumpe des Feuerlöschsystems (fire pump) in Betrieb. Inwieweit damit tatsächlich Wasser in den Reaktor eingespritzt wurde, ist unklar. Im Leitstand versuchten die Mitarbeiter mit Handbüchern und Herstellerinformationen herauszufinden, ob und wie eine Druckentlastung des Reaktors bei Stromausfall möglich ist.
Aufgrund der Vorgänge in Block 1 und weiterer Probleme im benachbarten Kernkraftwerk Fukushima II rief die japanische Regierung um 19:03 Uhr einen „nuklearen Notstand“ aus, und die örtlichen Behörden begannen mit der Evakuierung der näheren Umgebung. Zwei Stunden später trafen die ersten mobilen Stromgeneratoren am Kraftwerk ein, konnten jedoch wegen versperrter Zufahrtswege und zu kurzer Kabel zunächst nicht angeschlossen werden.

### Druckanstieg, Kernschmelze und Kühlversuch
Das Wasser im Reaktor verdampfte weiter und der Wasserstand fiel, aber wegen der fehlenden Datenaufzeichnung ist unklar, wann und auf welchem Weg der Dampf aus dem Druck- in den Sicherheitsbehälter entwich. Einzelne Messdaten aus der folgenden Nacht deuten darauf hin, dass dies früher oder später durch ein Leck im Druckbehälter oder den daran anschließenden Rohrleitungen geschah.
Die teilweise trockenliegenden Brennelemente überhitzten, und die oben beschriebenen Zersetzungsvorgänge setzten ein. Laut späterer Untersuchungen begann bereits gegen 19 bis 20 Uhr eine Kernschmelze. Das Wasserstands-Messgerät wurde durch Überhitzung dekalibriert. Bei einer Kontrolle um 21:19 Uhr zeigte es an, dass der Reaktorkern noch voll mit Wasser bedeckt sei. Die Kühlung per Feuerlöschpumpe schien zu funktionieren.
Ab 21 Uhr ließen die Behörden mit einer Computersimulation abschätzen, welche radioaktiven Freisetzungen bei einer Druckentlastung (Venting) des Sicherheitsbehälters, das heißt beim Ablassen von Dampf in die Umgebung, entstehen würden. Als Zeitpunkt des Ventings wurde 3:30 Uhr am 12. März angenommen. Das System sagte voraus, dass die landseitige Kontamination sich auf das Kraftwerksgelände beschränken und der Nordwestwind die „radioaktive Wolke“ aufs Meer hinaustragen würde.
Gegen 1 Uhr am 12. März überschritt der Druck im Sicherheitsbehälter mit 600 Kilopascal (kPa) den zulässigen Höchstdruck von 528 kPa (jeweils absolut; die Relativdrücke zur äußeren Atmosphäre sind rund 100 kPa niedriger). Wenige Stunden später erreichte er 840 Kilopascal (kPa), fiel dann aber von alleine wieder auf 750 kPa ab. Vermutlich entwich der Dampf nun an überlasteten Dichtungen des Sicherheitsbehälters vorbei in das Reaktorgebäude, zusammen mit im überhitzten Reaktorkern entstandenem Wasserstoff. An einer Messstation am westlichen Geländerand wurde erstmals ein leichter Anstieg der Strahlung (Ortsdosisleistung) festgestellt. Auch im Turbinengebäude von Block 1 stieg die Strahlung an. Keinem der Verantwortlichen war bewusst, dass sich Wasserstoff außerhalb des Sicherheitsbehälters ansammelte.
Der Feuerlöschpumpe war inzwischen der Treibstoff ausgegangen. Es gelang nicht, sie wieder in Betrieb zu nehmen; bei hohem Reaktordruck war sie ohnehin wirkungslos.
Im Büro des Premierministers fand eine Krisensitzung statt. Laut Regierungskreisen drängte man Tepco zu einer Druckentlastung des Sicherheitsbehälters von Reaktor 1, während der Kraftwerksbetreiber nach eigenen Angaben selbst um Erlaubnis zur Druckentlastung bat. So oder so war das Venting nicht ohne weiteres möglich, weil die elektrisch und pneumatisch betätigten Ventile außer Betrieb waren.
Die Strahlung an der Geländegrenze stieg schnell weiter an und lag um 4:35 Uhr mit 0,00038 bis 0,00059 Millisievert pro Stunde (mSv/h) beim 10- bis 15fachen des Normalwertes. Unterdessen begannen 40 Tepco-Arbeiter, von Hand ein 200 Meter langes und eine Tonne schweres Stromkabel von den Generatorwagen zu einem Anschlusspunkt an Block 1/2 zu verlegen.

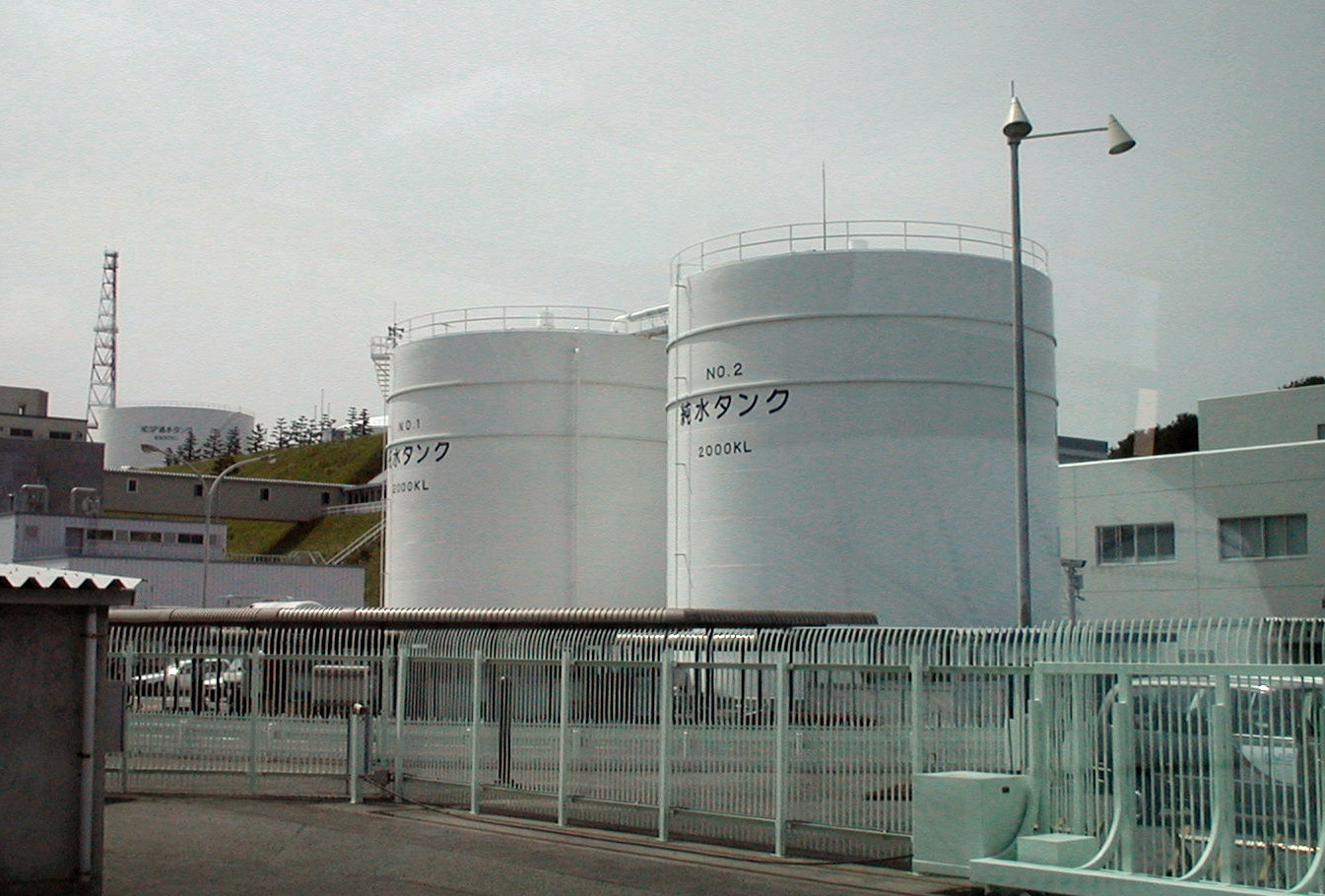
Vorratstanks mit Reinwasser, Foto von 1999

Ab 5:46 Uhr wurde mit Pumpen des an Block 1/2 stationierten Feuerwehrfahrzeugs Süßwasser aus vorhandenen Löschwasser-Zisternen in den Druckbehälter eingespritzt, um den Reaktor notdürftig zu kühlen; Hydranten und die wesentlich größeren Reinwassertanks waren wegen Tsunamischäden unbrauchbar. Der hohe Reaktordruck begrenzte den Wasserdurchfluss. Eine Stunde später wies das Wirtschaftsministerium Tepco an, von Hand die Druckentlastungsventile zu öffnen. Die an der Geländegrenze gemessene Strahlung hatte sich inzwischen nochmals verzehnfacht.
Gegen 7 Uhr traf Premierminister Naoto Kan mit dem Hubschrauber am Kraftwerk ein – nach offiziellen Aussagen, um eine Unterstützung der Bevölkerung in der Region zu signalisieren, nach Zeitungsinformationen jedoch, um Einfluss auf das Krisenmanagement zu nehmen. Kan habe Tepco dazu aufgefordert, ein „Selbstmordkommando“ von Arbeitern zu bilden, die die manuelle Druckentlastung vornehmen sollten. In dem Gebäude herrschte eine Strahlung von ungefähr 300 mSv/h, ein für Menschen auch bei kurzem Aufenthalt gesundheitsgefährlicher Wert.
Kritiker vermuteten später, die Druckentlastung von Reaktor 1 habe sich durch Kans Anwesenheit verzögert. Der Kraftwerksleiter gab gegen 8 Uhr – unmittelbar vor Kans Abflug – die Anweisung, das manuelle Venting für 9 Uhr vorzubereiten.

### Druckentlastung und Explosion

Messwerte und Ereignisse von Reaktor 1; 11. bis 14. März

Um 9:03 Uhr meldeten die Behörden, die Evakuierung der Stadt Ōkuma, auf deren Gebiet sich die Reaktorblöcke 1 bis 4 befinden, sei abgeschlossen. Unmittelbar danach begaben sich mit Schutzanzügen, Druckluftflaschen und Taschenlampen ausgerüstete Arbeiter in das Reaktorgebäude. Mithilfe eines tragbaren Stromgenerators gelang es ihnen, das erste (elektromotorische) Druckentlastungsventil zu einem Viertel zu öffnen. Den Versuch, auch das zweite, pneumatische Ventil am Sicherheitsbehälter zu öffnen, gaben sie wegen zu hoher Strahlung auf.
Ab 10:17 Uhr versuchte man mehrmals, das pneumatische Ventil vom Leitstand aus zu betätigen. Die Messfühler im Sicherheitsbehälter zeigten keinen nennenswerten Druckabfall (siehe Grafik), aber die Strahlung an der Geländegrenze stieg vorübergehend von 0,007 auf 0,39 mSv/h an. Gleichzeitig versuchte Tepco, einen tragbaren Kompressor aufzutreiben, um damit an anderer Stelle ein leichter zugängliches, größeres pneumatisches Ventil zu öffnen.
Gegen Mittag zeigten die defekten Wasserstandsmesser an, dass die Brennstäbe im Reaktorkern zur Hälfte trocken liegen, und die NISA warnte, dass möglicherweise eine Kernschmelze begonnen habe.
Gegen 14 Uhr gelang es den Arbeitern dann, das zweite pneumatische Ventil per Kompressor zu öffnen. Tepco meldete um 14:30 Uhr, dass die Druckentlastung erfolgreich gewesen sei. Um 14:49 Uhr wurde in der Umgebung von Block 1 radioaktives Caesium nachgewiesen. Um 15:01 Uhr zeigte die stündlich aktualisierte Tepco-Webcam erstmals einen Dampfaustritt aus dem Schornstein an Block 1/2, und um 15:29 Uhr überschritt die Strahlung an der Geländegrenze mit 1,0 mSv/h den zulässigen Grenzwert von 0,5 mSv/h.
Gegen 14:50 Uhr waren die Süßwasservorräte erschöpft. Nach eigenen Angaben hatte Tepco Vorbereitungen getroffen, um schnell von Süß- auf Meerwassereinleitung umzustellen; um 15:18 Uhr hätte man damit beginnen können. Dies verzögerte sich jedoch durch Kommunikationsprobleme zwischen Kraftwerksbetreiber, Aufsichtsbehörde, Regierungsstellen und Premierminister und/oder wegen technischer Bedenken des Premierministers um mehrere Stunden. (Später heißt es in einem NISA-Bericht, es habe „kein Zögern“ beim Einsatz von Meerwasser gegeben.) Dafür gelang nun der Anschluss des schweren Stromkabels an den Verteiler von Block 1/2.

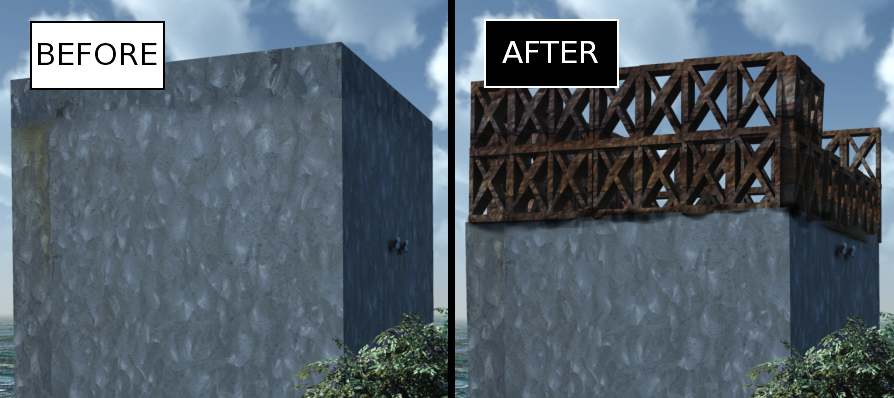
Vorher-Nachher-Darstellung des Reaktorgebäudes von Block 1 (Computergrafik)

Gegen 15:30 Uhr versuchten Arbeiter, eine Pumpe zum Einspeisen von boriertem Wasser in den Reaktor (SLC-Pumpe) mit Strom zu versorgen. In diesem Moment ereignete sich zwischen Sicherheitsbehälter und Außenhülle des Reaktorgebäudes eine Knallgasexplosion (Wasserstoffexplosion), bei der der obere Teil der Außenverkleidung des Reaktorblocks weggesprengt wurde. Videoaufnahmen zeigen einen schnellen, kaum sichtbaren Explosionsstoß nach oben und dann eine sich mehr horizontal als vertikal ausbreitende Rauchwolke um das Reaktorgebäude. Die Explosion verletzte vier Arbeiter vor Ort, kappte die erst vor einer halben Stunde fertiggestellte Stromleitung und beschädigte vorbereitete Schläuche zum Einleiten von Meerwasser. Die Sicherungsarbeiten wurden für zwei Stunden unterbrochen.
Zum Explosionszeitpunkt herrschte am Kraftwerk Südostwind. Eine mobile Strahlungsmessstation an der nordwestlichen, landseitigen Geländegrenze zeigte um 15:29 Uhr einen plötzlichen, kurzen Anstieg von 140 auf 1015 Millisievert pro Stunde.
Die Regierung gab bekannt, der Sicherheitsbehälter des Reaktors sei nicht beschädigt worden. Später zeigte sie sich überrascht: Niemand hätte sie vorher darüber informiert, dass das Venting in einer Explosion des Reaktorgebäudes enden könnte. Tepco wies darauf hin, dass der Wasserstoff normalerweise im Sicherheitsbehälter abgebaut werde; mit einer Explosion habe niemand gerechnet.
Die japanischen Behörden vermuteten ab zirka 17 Uhr aufgrund der erhöhten Caesiumwerte eine Kernschmelze. Die Behörden bereiteten die Verteilung von Jodtabletten vor und weiteten den Evakuierungsradius um das Kraftwerk auf 20 Kilometer aus.
Inzwischen waren in Block 1 alle Messinstrumente für den Reaktorzustand (Druck, Temperatur, Wasserstand) ausgefallen. Offenbar waren die Notstrombatterien nun vollends erschöpft.

### Kühlversuche und Stromanschluss
Um 19:04 Uhr begann Tepco mit dem Einleiten von Meerwasser in den Reaktor und informierte die NISA. Da man jedoch keine Bestätigung vom Premierminister erhielt, entschied Tepco gegen 19:30 Uhr, das Wassereinpumpen zu unterbrechen. Der Leiter des Kraftwerks ignorierte die Anweisung und setzte die notdürftige Reaktorkühlung fort. Eine offizielle Freigabe durch den Premierminister und die NISA erfolgte erst gegen 20 Uhr. Später hieß es, das Wirtschaftsministerium habe die Erlaubnis bereits gegen 18 Uhr erteilt.
Ab 20:45 Uhr wurde dem Kühlwasser die neutronenabsorbierende Borsäure hinzugefügt, um das Risiko einer Kritikalität zu verringern. Um 22:15 Uhr musste die Meerwasserkühlung für einige Stunden wegen eines Nachbebens unterbrochen werden. Die eingespeiste Wassermenge schwankte in den folgenden Tagen zwischen 2 und 20 Kubikmeter pro Stunde.
Am 13. März gelang es endlich, eine Notstromversorgung durch die mobilen Generatoren herzustellen. Die Messgeräte lieferten wieder Informationen zum Reaktorstatus, aber die Kühlsysteme blieben außer Betrieb.
Die defekten Wasserstandsmessgeräte zeigten in den nächsten Tagen und Wochen weiterhin an, dass die Brennelemente (oder deren Überreste) zur Hälfte mit Wasser bedeckt seien. Scheinbar war es gelungen, den Wasserstand via Feuerlöschleitung zu stabilisieren. Hin und wieder musste die Wassereinspeisung nochmals für einige Stunden unterbrochen werden, weil das Gelände wegen kritischer Situationen an Reaktorblock 3 evakuiert wurde, wegen weiterer Erdbeben oder um kleinere Defekte am Pumpsystem zu beheben.
Man war sich nun weitgehend einig darüber, dass in Block 1 eine Kernschmelze stattfand; auch Regierungssprecher Yukio Edano bestätigte dies offiziell. Aufgrund von Strahlungsmesswerten im Reaktor des Blockes 1 vom 15. März (siehe hierzu Abschnitt Strahlung in den Reaktoren) schätzte Tepco, dass bereits 70 Prozent der Brennstäbe beschädigt seien. Sechs Wochen später wurde diese Zahl dann – immer noch auf Grundlage der Messungen vom 15. März – auf 55 Prozent nach unten korrigiert, weil man sich anfangs verrechnet habe. Weitere zweieinhalb Wochen später ging man davon aus, dass 100 Prozent der Brennstäbe beschädigt sind.

Mit der Behelfskühlung gelang es nicht, den Reaktorkern zu stabilisieren. Am Morgen des 16. März traten große Mengen an Dampf aus dem Reaktorgebäude aus, während die Strahlung auf dem Gelände stark anstieg. In den folgenden Tagen stieg die Aktivität in Reaktor 1 (siehe auch Abschnitt Strahlung in den Reaktoren) wieder an. Die Temperatur am Druckbehälter erreichte am 22. März vorübergehend einen Höchstwert von 383 °C, oberhalb der maximal vorgesehenen Betriebstemperatur von 300 °C.
Am 20. März wurde Block 1 über einen neuen Stromverteiler (der alte stand im Keller des Turbinenhauses unter Wasser) wieder an die externe Stromversorgung angeschlossen, und am 24. März die Beleuchtung im Leitstand wiederhergestellt. Der Großteil der elektrischen Systeme blieb aber ohne Funktion.

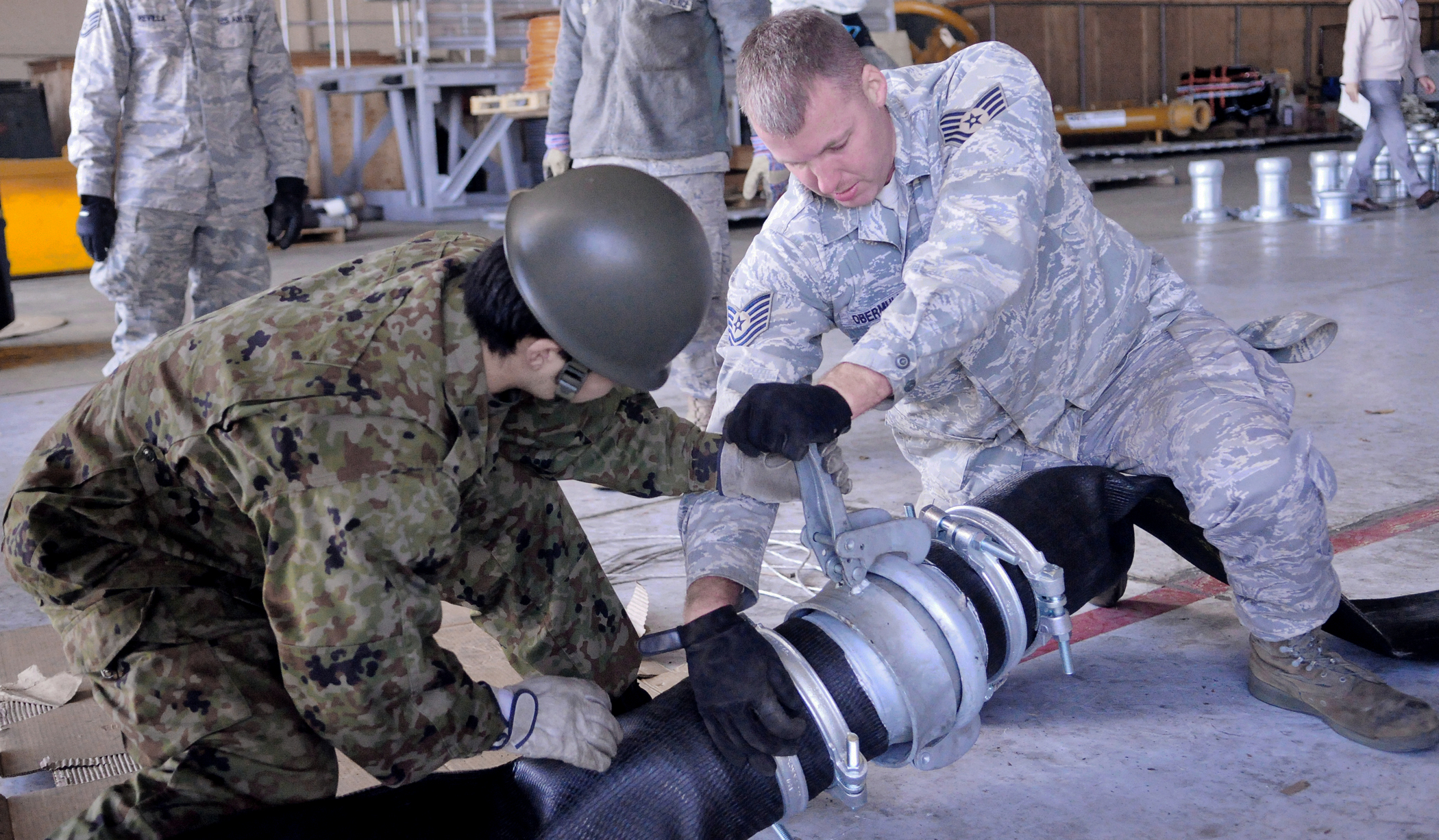
Soldaten der japanischen Streitkräfte und der US Air Force proben in Yokota Air Base das Anschließen eines Wasserschlauchs.

Erst am 23. März stellte Tepco die Wassereinspeisung in den Druckbehälter auf eine andere Zugangsleitung (Speisewasser- statt Feuerlösch-/Kernsprühleitung) und stärkere Pumpen um, so dass man die Wassermenge von 50 auf 170 Kubikmeter pro Tag erhöhen konnte. Auch dies genügte anscheinend nicht, um den Reaktor in den Griff zu bekommen: Die Strahlungsmesswerte des Druckbehälters stiegen bis zum 1. April wieder auf einen neuen Höchstwert an. Möglicherweise schränkten Salzablagerungen den Fluss des Kühlwassers ein.
Am 31. März wurde erstmals seit dem Stromausfall auch das Abklingbecken von Block 1 gekühlt: Eine Autobetonpumpe sprühte 90 Tonnen Wasser darauf. Es ist unklar, wie viel von dem Wasser im Becken ankam, aber laut späterer Untersuchungen sank der Wasserstand zu keinem Zeitpunkt in einen kritischen Bereich.

### Weiter instabiler Reaktor

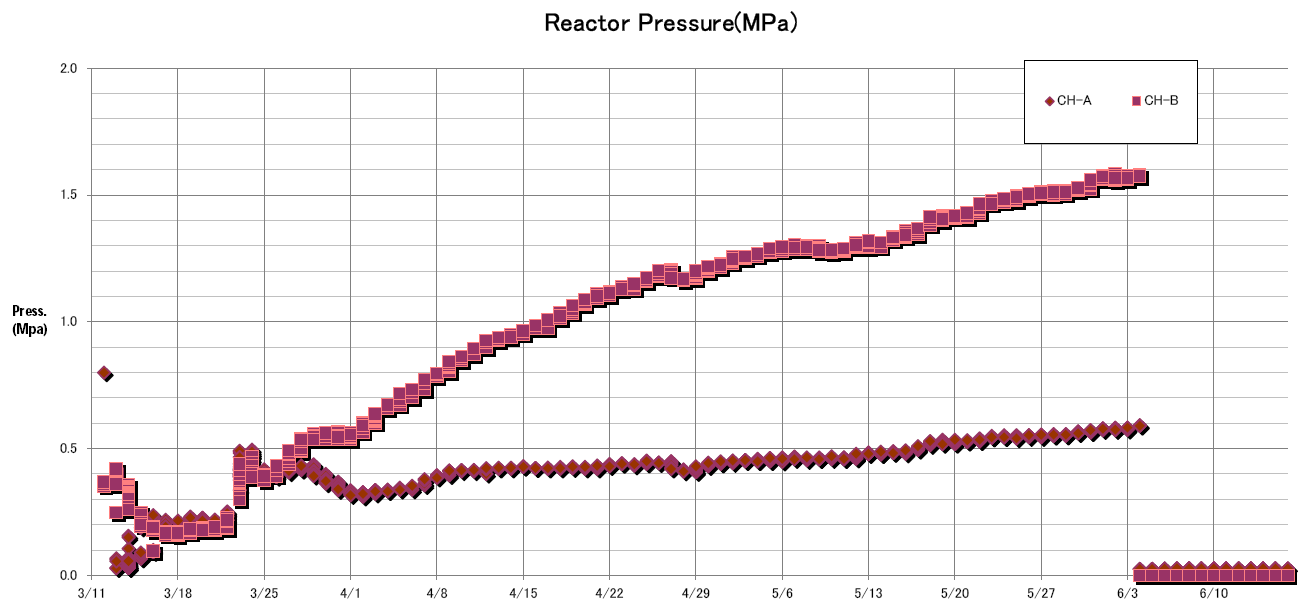
Gemessene Drücke im Druckbehälter, 11. März bis 23. Mai 2011

April 2011
Im April schien Reaktor 1 als einziger weiter instabil zu sein: Die Messgeräte zeigten den ganzen April über einen stetigen und unkontrollierten Druckanstieg im Druckbehälter an (siehe Grafik; erst zwei Monate später stellte man fest, dass auch die Drucksensoren defekt waren und zu viel anzeigten). Der Reaktorkern produzierte vermutlich weiterhin Wasserstoff. Nach Rücksprache mit dem Wirtschaftsministerium füllte Tepco den Sicherheitsbehälter mit Stickstoff auf, um einer möglichen Knallgasexplosion vorzubeugen.
Am 8. April zeigte der Strahlungssensor im Druckbehälter von Block 1 einen extremen Anstieg; am nachfolgenden Tag fiel er aus. Zwei Wochen später stieg das Verhältnis aus 131I- und 137Cs-Konzentration im Meerwasserkanal des benachbarten und baulich verbundenen Blocks 2 stark an.
Am 21. April meldete die Nachrichtenagentur Kyodo News, dass nach Aussage eines Tepco-Offiziellen in Reaktor 1 (erneut oder immer noch) eine Kernschmelze in Gang sein könnte.
Der Kraftwerksbetreiber hatte Bedenken, dass die Situation bei einer ungeplanten Unterbrechung der Behelfskühlung weiter außer Kontrolle geraten könnte, und wollte die eingespeiste Wassermenge erhöhen, um mit dem überschüssigen Wasser den Sicherheits- und den Druckbehälter aufzufüllen und den Reaktor dadurch zuverlässiger zu kühlen. Zusätzlich sollte ein neuer, stabilerer und geschlossener Kühlkreislauf installiert werden.
Mai 2011
Zur Vorbereitung der geplanten Arbeiten – Tepco veröffentlichte dafür eine Roadmap – wurde die Luft im Gebäude mit speziellen Luftfiltergeräten dekontaminiert. Anschließend kalibrierte man die Wasserstandsmessgeräte für den Druckbehälter neu und stellte fest, dass der Bereich des Reaktorkerns, in dem sich die Brennelemente vor der Schmelze befunden hatten, nicht etwa halb, sondern gar nicht unter Wasser stand. Offenbar waren sowohl der Druck- als auch der Sicherheitsbehälter beschädigt, und erhebliche Mengen an Kühlwasser liefen aus dem Reaktor. Die geplanten neuen Kühlmaßnahmen wurden durch den undichten Sicherheitsbehälter hinfällig. Das Untergeschoss des Reaktorgebäudes, in dem sich die Kondensationskammer befindet, war mit schätzungsweise 5.000 Tonnen an radioaktivem Abwasser zur Hälfte aufgefüllt.
Die Kernschmelzenmeldung vom 21. April wurde nicht bestätigt. Man ging jetzt davon aus, dass sich die Überreste des Reaktorkerns teils im Druck- und teils im Sicherheitsbehälter befanden und dort gekühlt wurden.

### Absicherung von Block 1
ab Juni 2011
Die Kühlung des Abklingbeckens wurde Ende Mai von Betonpumpe auf eine direkte Leitung umgestellt und im August auf einen geschlossenen Kreislauf. Zur Reaktorkühlung diente ab Ende Juni wiedergewonnenes Abwasser, sodass ein indirekter Kühlkreislauf als Ersatz für das nicht mehr realisierbare geschlossene Kühlsystem entstand.
Als Absicherung gegen radioaktive Emissionen und eintretendes Regenwasser wurde eine Schutzhülle um das Reaktorgebäude errichtet, bestehend aus einem Stahlgerüst, PVC-beschichteten Polyestergewebe-Planen und einem aufwändigen Lüftungssystem (Fertigstellung im Oktober 2011). Das Dach der Hülle kann bei Bedarf geöffnet werden.
Am 19. August 2011 fiel die Reaktortemperatur in Block 1 erstmals an allen Messfühlern unter 100 °C.
In Rohren am Reaktor wurden hohe Wasserstoffkonzentrationen von 61 bis 63 Prozent entdeckt. Vermutlich handelte es sich um Reste aus der Anfangsphase der Unfälle. Der Wasserstoff wurde durch Einpumpen von Stickstoff ausgetrieben.
Neue Tepco-Simulationsrechnungen im November ergaben, dass der Großteil des geschmolzenen Brennstoffs in Reaktor 1 den Druckbehälter verlassen und sich auf dem Boden des Sicherheitsbehälters (Nr. 13 in der Abbildung oben) angesammelt hatte. Der Betonboden könne bis zu 65 Zentimeter tief erodiert sein. Zwischen Brennstoff und der Stahlummantelung des Sicherheitsbehälters (Nr. 19) bliebe demnach noch eine Betonschicht von mindestens 37 Zentimetern. Darunter befindet sich eine weitere, mehrere Meter dicke Betonschicht (Nr. 20). Man geht davon aus, dass durch die durchgeführten Kühlmaßnahmen eine weitere Korrosion des Betons gestoppt sei.

## Reaktorblock 2

### Stromausfall und Kühlungsprobleme

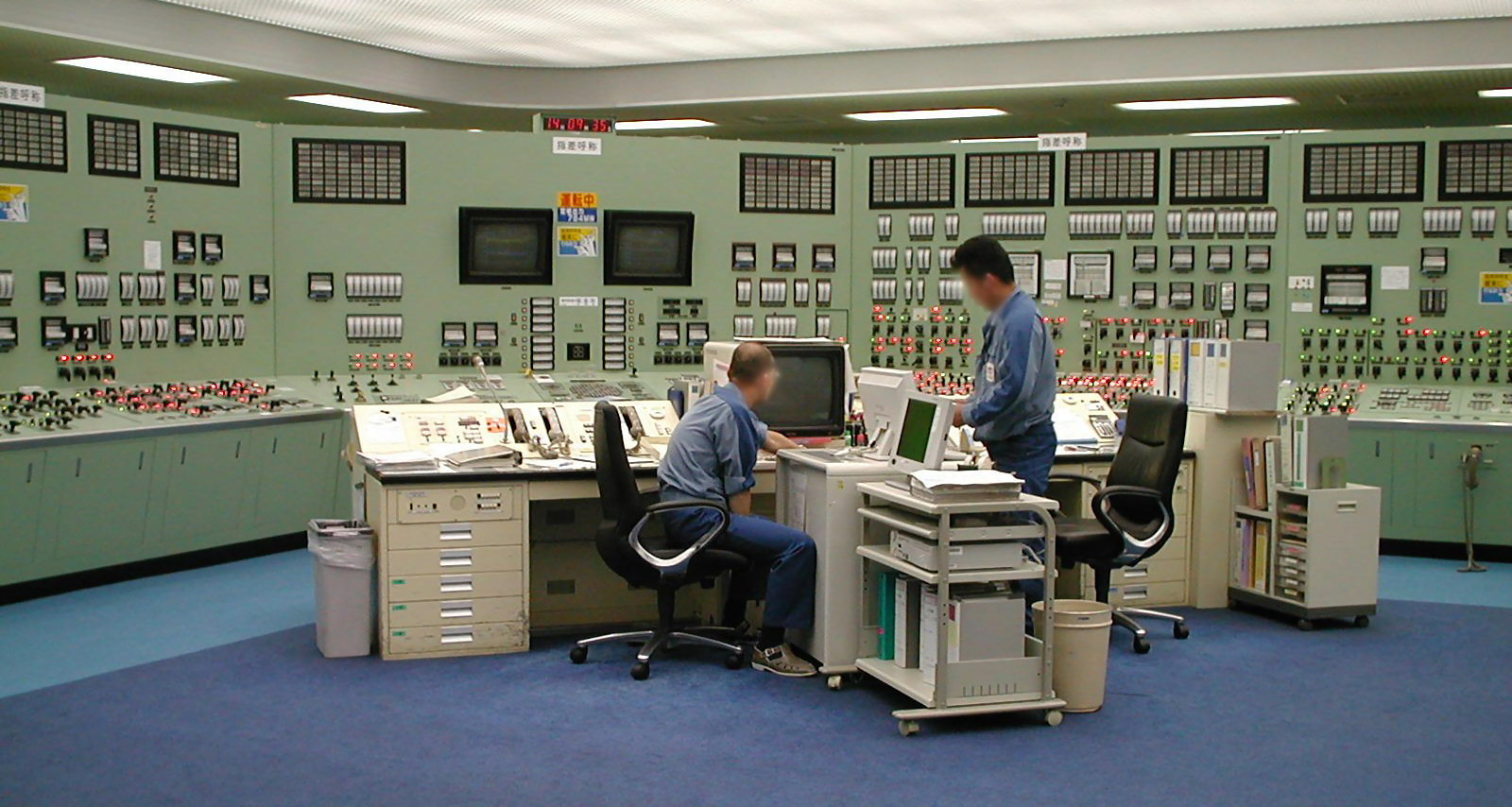
Einer der Kraftwerksleitstände (1999)

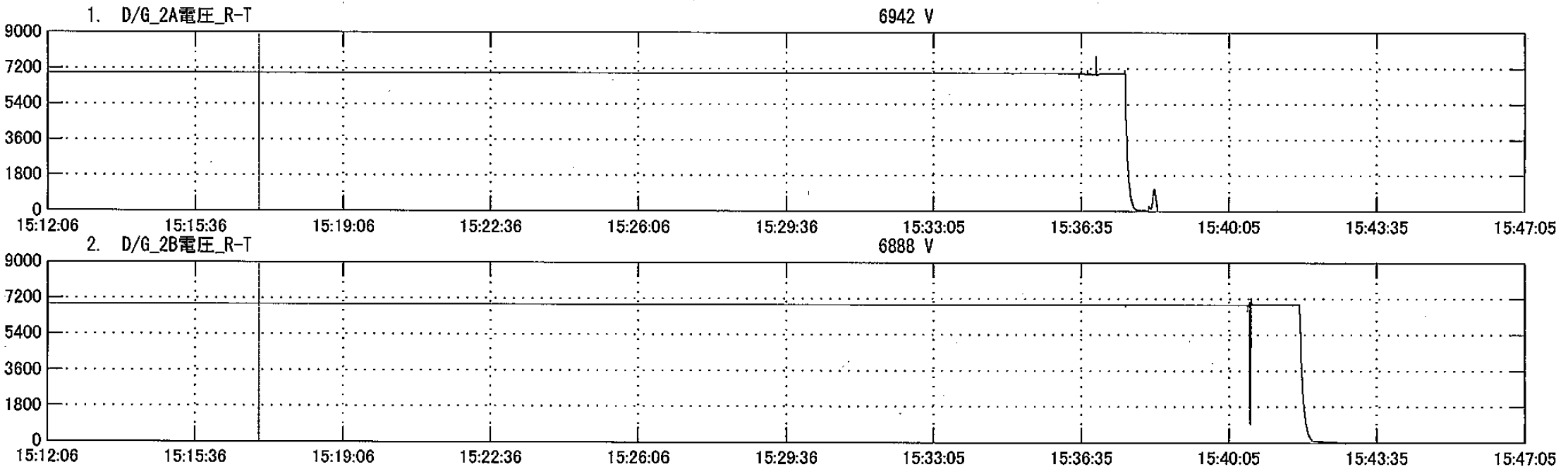
Ausfall der beiden Dieselgeneratoren von Block 2

Auch Block 2 wurde am 11. März um 14:46 Uhr (Ortszeit) automatisch heruntergefahren und zunächst mit Notstrom aus seinen beiden Dieselgeneratoren versorgt. Um im Reaktor verdampfendes Wasser weiterhin nachzufüllen, schalteten die Arbeiter im Leitstand eines von zwei dampfbetriebenen Notkühlsystemen ein (das RCIC-System, Reactor Core Isolation Cooling; etwa: „Kühlung des Reaktors im isolierten Betrieb“).
Um 15:37 und 15:41 Uhr fielen die Generatoren durch Überschwemmung aus, und dadurch auch die elektrischen Kühlwasserpumpen für das Abklingbecken und die Reaktor-Kondensationskammer. Auch Teile der Batterie-Notstromversorgung versagten wegen Tsunamischäden.
Um 16:36 Uhr meldete Tepco an die Aufsichtsbehörde, dass die Wassereinspritzung in den Reaktor – also die Notkühlung – nicht mehr sichergestellt sei. Das dampfbetriebene Kühlsystem war zwar unabhängig von den Generatoren, aber wegen des Stromausfalls hatten die RCIC-Zustandsanzeige und das Messgerät für den Kühlwasserstand versagt. Am 12. März wurden sie mit einer provisorischen Stromversorgung wieder in Betrieb genommen. Der Wasserstand war etwas verringert, aber stabil. Die Drücke im Reaktor lagen im Normalbereich. Trotzdem wurden gegen Mittag mehrere Druckentlastungen des Sicherheitsbehälters versucht, die mangels Überdruck ohne Ergebnis waren. Währenddessen explodierte das Dach des nördlich benachbarten Reaktorgebäudes 1.
Es folgten weiter wechselnde Meldungen auf der Tepco-Website zum Zustand der Kühlung. Um 20 Uhr funktionierte sie angeblich nicht mehr; am Morgen des 13. März um 9 Uhr hieß es dann, das RCIC-System sei in Betrieb. Auch die später veröffentlichten Aufzeichnungen der Mitarbeiter sind widersprüchlich. Es gab wohl nach wie vor Probleme mit der Messung des Wasserstandes. Sicherheitshalber bereitete Tepco die Einspeisung von Meerwasser vor.
Um 11 Uhr wurde erneut eine Druckentlastung des Sicherheitsbehälters eingeleitet. Zwischen 14 und 17 Uhr ging der Druck im Sicherheitsbehälter etwas zurück. Gegen 14 Uhr gelang auch der Anschluss mobiler Stromgeneratoren, sodass laut NISA der weitere Betrieb des Notkühlsystems gesichert war.

Am 14. März um 11 Uhr explodierte auch das südlich benachbarte Reaktorgebäude 3 und beschädigte bereitstehende Geräte zum Einpumpen von Meerwasser in Reaktor 2. Unmittelbar nach der Explosion öffnete man sicherheitshalber die Ausblasklappe (blow out panel) von Reaktorgebäude 2, um eine Wasserstoffansammlung wie in den Blöcken 1 und 3 zu verhindern. Ungefähr zu dieser Zeit fiel auch in Block 2 tatsächlich die Kühlung aus. Möglicherweise hatte die außerordentlich heftige Explosion von Block 3 weitere Schäden in Block 2 verursacht. Um 13:18 Uhr – der Wasserspiegel im Reaktordruckbehälter war bereits um etwa einen Meter gefallen, lag aber noch oberhalb der Brennelemente – meldete Tepco den Kühlausfall an die Aufsichtsbehörde. Das zweite dampfbetriebene Notkühlsystem, das in solchen Fällen normalerweise aktiv wird, blieb abgeschaltet.
Die Einleitung von Meerwasser wurde erneut vorbereitet, musste aber wegen eines Nachbebens von 15 bis 16 Uhr unterbrochen werden. Gegen 16:30 Uhr war die Feuerwehrpumpe einsatzbereit, aber zunächst musste der Druck im Druckbehälter gesenkt werden. Die Arbeiter brachten Autobatterien aus ihren Fahrzeugen in den Leitstand und versuchten, damit die Überdruckventile zu betätigen. Sie ließen sich jedoch nicht öffnen, weil man versehentlich ein Luftstrommessgerät abgeschaltet hatte. Mehrere Stunden lang versuchte Tepco erfolglos, Dampf aus dem Druckbehälter abzulassen, um dann anschließend auch den Sicherheitsbehälter zu entlüften.

Messwerte und Ereignisse von Reaktor 2; 13. bis 15. März

Der Wasserstand fiel weiter. Gegen 17 Uhr lagen die Brennelemente teilweise frei und ab 18 Uhr vollständig. Zu diesem Zeitpunkt gelang es endlich, die Druckentlastungsventile zu öffnen. Es dauerte eine Stunde, den Druck hinreichend zu senken. Zwischenzeitlich ging der Feuerwehrpumpe, die wegen der hohen Strahlung auf dem Gelände nicht ständig überwacht wurde, der Treibstoff aus. So verging noch fast eine weitere Stunde, bis die Wassereinspritzung beginnen konnte – zu spät: Die Kernschmelze war zu diesem Zeitpunkt bereits in Gang. Trotz weiterer Druckentlastungsversuche – das pneumatische Venting-Ventil schloss sich immer wieder von alleine – stieg der Druck im Sicherheitsbehälter stark an und erreichte gegen Mitternacht etwa 750 Kilopascal.
Das Wasserstands-Messgerät zeigte jetzt und auch in den kommenden Tagen und Wochen an, dass die Brennelemente zur Hälfte mit Wasser bedeckt seien. Erst zwei Monate später – nach dem Kalibrieren des Messgeräts in Block 1 – wurde klar, dass auch das Gerät in Block 2 (und 3) die ganze Zeit über zu viel angezeigt haben könnte. Ähnlich wie am 12. März in Block 1 versagten vermutlich Dichtungen des Sicherheitsbehälters, und es gelangte Wasserstoff in das Reaktorgebäude.

### Schäden am Sicherheitsbehälter
Laut später veröffentlichter Berichte von NISA und JAIF wurde gegen Mitternacht (zum 15. März) Dampf aus dem Sicherheitsbehälter in die Umgebung abgelassen. Der Messfühler zeigte aber keinen Druckabfall. Es blieb weiter bei 750 kPa, bis gegen 6:10 Uhr ein lauter Knall aus Richtung der Kondensationskammer unter dem Reaktor zu vernehmen war („an abnormal noise began emanating from nearby Pressure Suppression Chamber“ laut Tepco). Die NISA sprach von einem „Explosionsgeräusch“ und einer Wasserstoffexplosion im Raum unter dem Reaktor, in dem sich die Kondensationskammer befindet; später auch von einem „großen, impulsiven Geräusch“ und einem „großen Einschlaggeräusch“ (big impact sound). Der Druck in der Kammer fiel plötzlich ab; offenbar wurde sie beschädigt. Auch im Dachbereich des Reaktorgebäudes und im angeschlossenen Abfallverarbeitungsgebäude wurden Schäden festgestellt. Tepco bestreitet bislang, dass eine Explosion stattfand und vermutet, dass es sich um eine Verwechslung mit der in etwa gleichzeitigen Explosion in Block 4 handelt (Stand: November 2011).
Die Strahlenbelastung auf dem Gelände stieg stark an, was auch mit der Explosion in Block 4 zusammenhängen kann. An der Geländegrenze wurden vorübergehend Dosisleistungen von bis zu 12 Millisievert pro Stunde (mSv/h) gemessen. Am Reaktorgebäude 4 lagen die Messwerte bei 100 mSv/h und am benachbarten Block 3 bei 400 mSv/h. Wegen der Strahlungsrisiken reduzierte Tepco die Zahl der Mitarbeiter auf dem Gelände von rund 800 auf 50.
Um 10:30 Uhr wies Wirtschaftsminister Banri Kaieda Tepco an, bei Reaktor 2 sofort Wasser in den Druckbehälter einzuspritzen und Druck aus dem Sicherheitsbehälter abzulassen. Nachdem der Sicherheitsbehälter 2 sich inzwischen von alleine entlüftete und die Wassereinspeisung seit 14 Stunden stattfand, kam diese Anweisung zu spät.
Am Abend fiel der Überdruck im Druckbehälter auf Null, was auf einen größeren Schaden hindeutet.
Satellitenfotos vom 16. März zeigen, wie aus der Ausblasklappe auf der Ostseite des Reaktorgebäudes Dampf austrat. Dieser war auch in den folgenden Tagen weiter zu beobachten.
Anhand der Strahlungsmesswerte im Sicherheitsbehälter schätzte Tepco, dass die Brennstäbe von Block 2 zu einem Drittel beschädigt seien. Diese Schätzung erwies sich später als viel zu niedrig.
Bis zum 17. März weitete sich auch der Schaden an der Kondensationskammer aus; der Überdruck in der Kammer fiel ebenfalls auf Null.
Drei Wochen später wurden Informationen der US-Atomaufsichtsbehörde bekannt, nach denen Teile des geschmolzenen Kerns von Reaktor 2 aus dem Druckbehälter geflossen waren und sich am Boden des Sicherheitsbehälters angesammelt hatten. Strahlungsdaten aus den Kondensationskammern von Block 1 bis 3 (im unteren Bereich der Sicherheitsbehälter) bestätigten dies: Der Messwert für Block 2 war mit 121 Sievert pro Stunde extrem hoch.

### Stromanschluss und Kühlmaßnahmen
Mittlerweile war eine neue Hochspannungsleitung in Arbeit, die als erstes an Block 2 angeschlossen werden sollte. Man hoffte, die regulären Kühlsysteme wieder in Betrieb nehmen zu können.
Währenddessen begann am 19. März das Einspeisen von Meerwasser ins Abklingbecken. Anders als bei Block 1 musste bei Block 2 auch das Abklingbecken laufend gekühlt werden, weil sich darin doppelt so viele und „frischere“ Brennelemente befanden. Jeweils im Abstand von mehreren Tagen wurde das Becken über eine vorhandene Leitung wieder mit kaltem Wasser aufgefüllt. So gelang es, die Wassertemperatur bei etwa 50 °C zu stabilisieren. Der Wasserstand sank zu keinem Zeitpunkt in einen kritischen Bereich.
Ebenfalls am 19. März wurde die neue Stromleitung an einem Behelfstransformator an Block 2 angeschlossen, und am nächsten Tag an einen provisorischen, neuen Stromverteiler. Ab dem 26. März gab es wieder eine richtige Beleuchtung im Leitstand. Ein am gleichen Tag veröffentlichtes Foto zeigt drei Männer in Schutzanzügen, die auf einzelne Instrumente schauen – in einem Raum voller toter Bildschirme und Warnlampen. Die Stromversorgung war wiederhergestellt, aber wie in Block 1 blieben die meisten Systeme ohne Funktion.
Ab dem 26. März wurde auch in Reaktor 2 Süßwasser statt Meerwasser eingespritzt. Im Untergeschoss des Turbinengebäudes von Block 2 maß Tepco eine sehr hohe Strahlung von mehr als 1000 mSv/h an der Oberfläche von Wasser, das sich dort angesammelt hatte (1000 mSv/h war das obere Limit der vorhandenen Messgeräte). Am folgenden Tag wurden ähnliche Strahlungswerte auch im Wasser in einem angeschlossenen Wartungstunnel entdeckt. Daraufhin teilte die japanische Regierung am 28. März mit, dass sie von einer vorübergehenden Teil-Kernschmelze in Reaktor 2 ausgehe.
Am 29. März wurde auch die Kühlung des Abklingbeckens von Meer- auf Süßwasser umgestellt.

### Abwasseraustritt ins Meer
April 2011

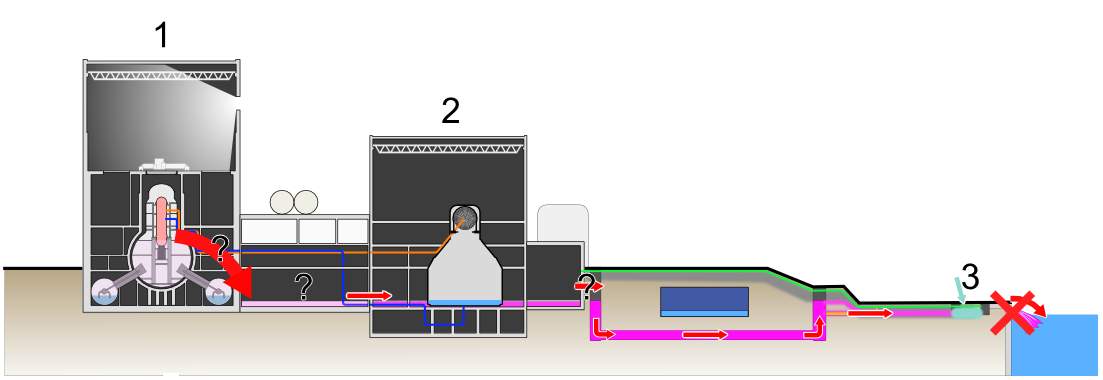
Möglicher Weg des Wassers aus dem Reaktorgebäude (1) durch das Turbinenhaus (2) bis in den Kabelschacht (3)

Nuklidkonzentrationen am Wassereinlass von Block 2, 2. April bis 15. Juni 2011

Seit dem 21. März maß man stark erhöhte Iod- und Caesium-Konzentrationen im Meerwasser am Kraftwerk und suchte nach der Ursache.
Am 2. April entdeckte Tepco dann in einem betonierten Kabelschacht nahe dem Wassereinlass von Block 2 einen 20 Zentimeter langen Riss, aus dem hoch radioaktiv kontaminiertes Wasser in den Pazifik floss. Ein Versuch, das Leck mit Beton zu verschließen, schlug ebenso fehl wie das Einbringen eines Gemischs aus Superabsorber, Sägemehl und zerkleinertem Zeitungspapier in Verbindungsrohre zum Turbinengebäude. Am 6. April konnte Tepco das Leck dann mit einem Abdichtmittel auf Wasserglas-Basis verschließen.
Nach Angaben der NISA war der Großteil des kontaminierten Wassers in den zwei Tagen nach Beschädigung der Kondensationskammer am 15. März freigesetzt worden, aber geringere Mengen von Wasser flössen auch weiterhin noch aus dem Reaktor, von wo sie über verschiedene Kanäle und Schächte ins Meer gelangten (siehe Grafik). Erst später wurde klar, dass womöglich auch der Druckbehälter beschädigt war und von dort laufend größere Mengen an Abwasser austraten.
Am 9. April begann Tepco den Bau einer Stahlwand und dem Aufschütten eines Schlammwalls (silt fence) vor dem Wassereinlass von Block 2, um das Meer vor weiterer Kontamination zu schützen.
Eine Woche später lagen erste Messwerte zum Wasser im Abklingbecken vor. Sie zeigten eine hohe radioaktive Kontamination (vgl. Tabelle der Wassermesswerte der Abklingbecken), die höchstwahrscheinlich durch den Eintrag von Emissionen des Reaktors entstanden war.
Extrem hoch kontaminiertes Wasser hatte sich auch im Untergeschoss des Turbinengebäudes von Block 2 angesammelt, insgesamt 25.000 Kubikmeter. Tepco begann damit, 10 Kubikmeter pro Stunde ins Abfalllager abzupumpen, während durch die laufenden Kühlmaßnahmen des Reaktors und des Abklingbeckens stetig neues Abwasser erzeugt wurde. Der Wasserstand im Turbinengebäude blieb nahezu unverändert. Der weitere Austritt des extrem kontaminierten Wassers aus Block 2 ins Meer konnte dagegen durch die Abdichtungs- und Eindämmmaßnahmen weitgehend gestoppt werden.
Mai 2011
Nachdem die Strahlung in der Kondensationskammer unterhalb des Reaktors bis Anfang Mai abgenommen hatte, stieg sie ab dem 3. Mai vorübergehend auf das Vierfache an. Der geschmolzene Reaktorkern war immer noch in Bewegung.

### Absicherung von Block 2
Weitere Arbeiten im Reaktorgebäude waren wegen zu hoher Strahlenbelastung kaum möglich, und eine Luftfeuchtigkeit von fast 100 Prozent verhinderte den Einsatz von Dekontaminationsgeräten. Daher erhielt das Abklingbecken einen neuen, geschlossenen Kühlkreislauf, der die Wassertemperatur von 70 auf 40 °C senkte und half, die Luftfeuchte zu verringern. Anschließend wurde das Gebäude gelüftet und die Luft weiter dekontaminiert. Messgeräte am Reaktor wurden kalibriert. Eine Erkundung ergab, dass das hoch radioaktive Abwasser sechs Meter hoch im Untergeschoss stand.
ab Juni 2011
Ende Juni begann auch in Block 2 die Einleitung von Stickstoff in den Sicherheitsbehälter, um möglichen Knallgasexplosionen vorzubeugen.
Um die Reaktorkühlung zu verbessern, wurde das Kühlwasser ab Mitte September auch über das Core Spray System (Kernsprühsystem) eingeleitet. Dabei wird das Wasser von oben in den Druckbehälter und über den Reaktorkern gesprüht, anstatt es – wie bei allen anderen Kühlsystemen – seitlich einzupumpen.
Im Abklingbecken-Kühlkreislauf begann Anfang November die Filterung von Caesium, um die extrem hohe Wasserkontamination zu verringern.
Am 27. März 2012 wurde bei endoskopischen Untersuchungen des Sicherheitsbehälters festgestellt, dass der Wasserstand aufgrund von Lecks statt bei erwarteten drei Metern bei nur 60 cm liegt. Die Wassertemperatur liege jedoch bei 48,5–50 °C. Die Strahlung im teilweise zerstörten Containment beträgt zwischen 30 und 73 Sv pro Stunde.
Im Februar 2017 konnte erstmals eine Kamera direkt unter den Druckbehälter gebracht werden. Hier wurde bestätigt, dass der Reaktor komplett geschmolzen ist und sich evtl. durch das Containment gefressen hat. Ferner wurden mit 530 Sv/h extreme Strahlendosen gemessen.

## Reaktorblock 3

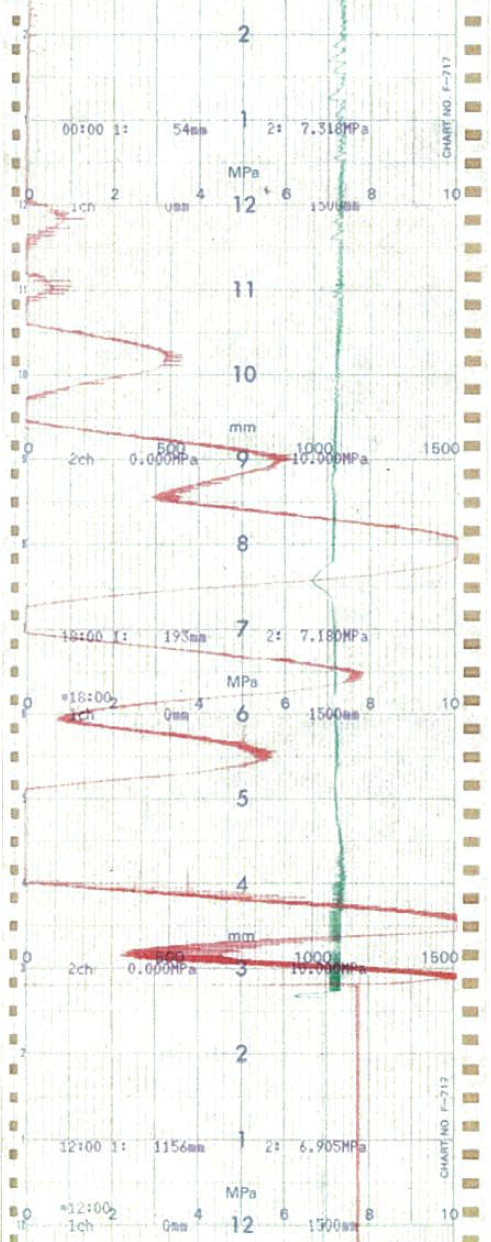
Schwankender Wasserstand in Reaktor 3 durch RCIC-Notkühlung

Zum Zeitpunkt des Unfalls war der Reaktorblock 3 im Gegensatz zu Block 1 und 2 auch mit 32 Mischoxid-Brennelementen (von insgesamt 548 Brennelementen) bestückt, die eine Mischung aus Urandioxid und Plutoniumdioxid enthalten. Plutonium ist giftig und durch seine Strahlenwirkung schon in geringen Mengen stark krebserregend. Im Abklingbecken befanden sich nur konventionelle Uran-Brennelemente.

### Strom- und Kühlungsausfall in Block 3
Auch Block 3 wurde am 11. März um 14:46 wegen des Erdbebens schnellabgeschaltet, und das RCIC-Notkühlsystem (Reactor Core Isolation Cooling System) übernahm planmäßig die Wassereinspritzung in den Reaktor. Nach Eintreffen des Tsunami fielen um 15:38 und 15:39 Uhr die beiden Notstromgeneratoren und die elektrischen Kühlwasserpumpen für Abklingbecken und Reaktor-Kondensationskammer aus. Das dampfbetriebene RCIC-System lief davon unabhängig weiter, im Gegensatz zu Block 2 allerdings nur mit halber Leistung. Die Notstrombatterien blieben intakt.
Gegen Mitternacht funktionierte die Notkühlung nicht mehr richtig; der Wasserstand fiel unter den vorgesehenen Bereich. Am 12. März gegen 11:30 Uhr fiel das RCIC-System aus, und eine Stunde später schaltete sich automatisch das HPCI-System (High Pressure Coolant Injection, engl. für Hochdruck-Kühlmitteleinspritzung) ein. Dies ist ein wesentlich leistungsfähigeres, ebenfalls dampfbetriebenes Notkühlsystem, das zum Einsatz kommt, wenn das RCIC-System nicht ausreicht oder versagt. Es kam zu einem starken Druckabfall im Druckbehälter, was auf Erdbebenschäden an den HPCI-Rohrleitungen hindeutete.
Die Aufsichtsbehörde (NISA) informierte gegen 18 Uhr in einer Pressekonferenz, dass der Wasserstand im Reaktor gefallen sei und dringend etwas dagegen getan werden müsse. Gegen 21 Uhr begannen Vorbereitungen, um Dampf aus dem Sicherheitsbehälter abzulassen. (Erste NISA-Berichte sprachen irrtümlich von einer Druckentlastung um 20:41 Uhr.)
Am 13. März um 2:44 Uhr fiel die HPCI-Notkühlung wegen erschöpfter Batterien oder eines zu niedrigen Reaktordrucks aus. Tepco versuchte ohne Erfolg, das RCIC-System wieder in Betrieb zu nehmen. Um 5:10 Uhr meldete man den vollständigen Ausfall der Kühlung an die Aufsichtsbehörde. Zu diesem Zeitpunkt war der Druck in beiden Behältern schon wieder stark angestiegen. Ein Versuch, Wasser mit der stationären Diesel-Feuerlöschpumpe des Reaktors einzuspritzen, schlug daher fehl.
Nachdem alle im Kraftwerk verfügbaren Autobatterien bereits für die Rettung von Block 1 und 2 im Einsatz waren, entnahm Tepco nun Batterien aus Fahrzeugen der Einsatzzentrale der Regierung und betätigte damit vom Leitstand aus die Sicherheitsventile des Druckbehälters von Reaktor 3. Zuvor hatten Mitarbeiter bereits die Venting-Ventile der Sicherheitsbehälters – ähnlich wie bei Block 1 – manuell geöffnet. Gegen 8:50 Uhr fiel der Druck im Druckbehälter von ungefähr 7350 auf 500 Kilopascal (kPa) ab, während er im Sicherheitsbehälter zunächst von 470 auf 640 kPa anstieg und anschließend wieder abfiel.
Die stündlich aktualisierte Tepco-Webcam zeigte um 10:00 Uhr einen Dampfaustritt aus dem Schornstein von Block 3/4.

### Behelfskühlung des Reaktors
Um 9:08 Uhr begann auch bei Reaktor 3 die Behelfskühlung durch Einspritzen von Wasser über die Feuerlöschleitung. Dabei kam das normalerweise an Block 5/6 stationierte Feuerwehrfahrzeug zum Einsatz. Zunächst speiste man Süßwasser aus der Zisterne des Feuerlöschsystems ein und stellte dann auf mit Borsäure versetztes Meerwasser um. Die Messgeräte zeigten trotzdem einen weiter fallenden Wasserstand an. Die NISA vermutete, dass die Messanzeige fehlerhaft war, da andere Messwerte für eine funktionierende Wassereinspeisung sprachen, während Regierungssprecher Edano technische Probleme beim Einpumpen erwähnte. Die 3,70 Meter langen Brennstäbe lagen jetzt vermutlich auf gut 3 Metern Länge trocken und erhitzten sich stark. Edano gab bekannt, dass man von einer Kernschmelze in Block 3 ausgehe und auch hier eine Wasserstoffexplosion für möglich halte. Spätere Untersuchungen bestätigten, dass um diese Zeit eine Kernschmelze begann.
Nachdem sich das pneumatische Druckentlastungsventil von alleine geschlossen hatte, wurde es gegen Mittag erneut manuell mit einem Kompressor geöffnet. Um 13 und 14 Uhr zeigte die Webcam einen Dampfaustritt aus dem Druckentlastungs-Schornstein von Block 3/4. Diese Venting-Operation wurde später noch mehrmals wiederholt.
In der Nacht zum 14. März musste die Wassereinspritzung in den Reaktor mangels Meerwasser in der Sammelgrube unterbrochen werden. Laut NISA fand die Unterbrechung von 1:10 bis 3:20 Uhr statt. Der für den Druckbehälter angezeigte Wasserstand begann jedoch erst kurz nach 3 Uhr zu fallen, während gleichzeitig der Druck im Druck- und Sicherheitsbehälter anstieg. Die Brennelemente lagen gegen 6 Uhr vermutlich wieder auf drei Metern Länge trocken, sodass die Kernschmelze fortschreiten konnte.
Um 5:20 Uhr wurde laut späterer NISA-Berichte erneut Dampf abgelassen; Strahlungsmesswerte vom Gelände deuten eher auf ein Venting zwischen 2 und 5 Uhr hin. Der Druck im Sicherheitsbehälter nahm jedoch stetig zu und erreichte gegen 7 Uhr rund 500 Kilopascal (kPa). Ab diesem Zeitpunkt wurde wieder ein steigender Wasserspiegel im Druckbehälter angezeigt. Die Wasserstandsanzeige stabilisierte sich dann so weit, dass die Brennelemente vermutlich zu 40 Prozent bedeckt waren. Der Druck blieb in den nächsten Stunden bei etwa 500 kPa.
Tanklastwagen der Streitkräfte lieferten am Morgen 35 Tonnen Süßwasser an und begannen, es in die Wasser-Sammelgrube für die Reaktorkühlung zu füllen.

### Explosion
Um 11:01 Uhr ereignete sich eine heftige Explosion im Reaktorgebäude. Videoaufnahmen zeigen einen Feuerball im oberen Bereich und einen dunklen, schnell und senkrecht nach oben aufsteigenden Rauchpilz. Nach Angaben von Tepco wurden bei der Explosion sieben Menschen verletzt. Der Daily Telegraph berichtete von sechs getöteten Mitarbeitern der „Japanese Central Nuclear Biological Chemical Weapon Defence Unit“, aber diese Meldung blieb unbestätigt, auch nach dem späteren Abräumen der Explosionstrümmer.
Anders als bei Block 1 zerstörte die Explosion hier nicht nur den Dachbereich, sondern auch Teile des darunter liegenden Stockwerks. Radioaktive Trümmer wurden auf das Gelände geschleudert, in Entfernungen von bis zu eineinhalb Kilometern. Um Block 3 entstanden Hot Spots mit Ortsdosisleistungen von bis zu 1000 Millisievert pro Stunde. Im benachbarten Block 2 wurde vermutlich das Kühlsystem oder dessen Stromversorgung beschädigt, was dort zu einer Kernschmelze mit weitreichenden Folgen bis hin zur Kontamination des Meeres führte. In Block 3 kam es zu einem Ölbrand, der weitere schwere Schäden am Reaktorgebäude verursachte.
Der amerikanische Nuklear-Ingenieur Arnold Gundersen wies auf die viel größere Kraft und die stärkere senkrechte Richtung der Block-3-Explosion im Vergleich mit der Wasserstoffexplosion in Block 1 hin. Gundersen vermutete, dass die Explosion in Block 3 auf einem Kritikalitätsstörfall, also einer nuklearen Explosion im Abklingbecken beruhte, die durch eine kleinere Wasserstoffexplosion im Reaktorgebäude ausgelöst wurde.
Die Behelfskühlung von Reaktor 3 musste bis zum Abend unterbrochen werden, weil die Explosion die Feuerwehrausrüstung beschädigt hatte. Auch die Wassergrube mit dem frisch angelieferten Süßwasser war wegen hereingefallenem Schutt unbrauchbar.
Am 15. März um 10:22 Uhr wurde an Block 3 eine Strahlung von 400 Millisievert pro Stunde (mSv/h) gemessen.
Auf Grundlage von Strahlungsmesswerten im Reaktor schätze Tepco, dass die Brennstäbe in Reaktor 3 zu einem Viertel beschädigt seien. Diese Zahl wurde später auf 30 Prozent nach oben korrigiert.

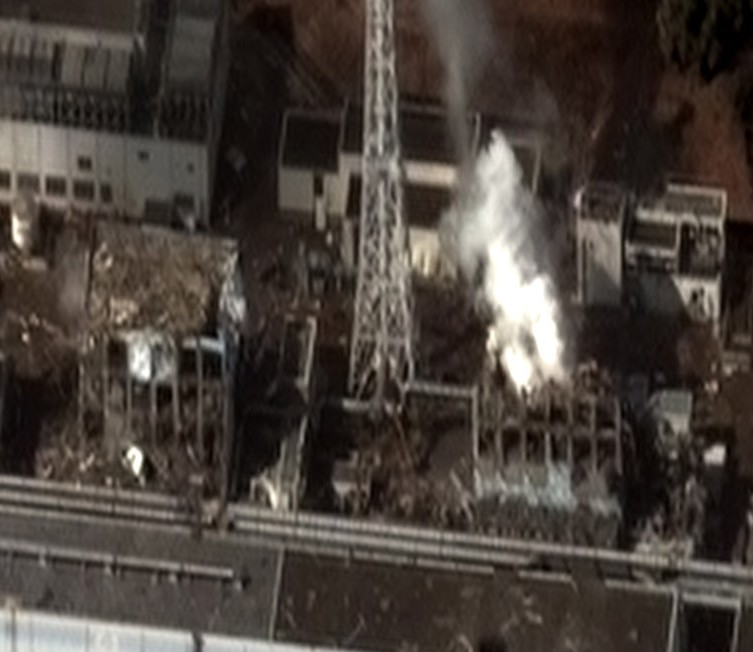
Dampf und Rauch über Block 3 am 16. März (verzerrtes Satellitenbild)

Seit dem Morgen des 16. März und auch noch an den nachfolgenden Tagen wurden große Mengen Dampf beobachtet, die aus dem Gebäude aufstiegen. Am Reaktorblock 3 wurde immer noch eine Ortsdosisleistung von 400 mSv/h gemessen. Nach 10 Uhr stieg dann der Strahlungswert an der Geländegrenze auf bis zu 10 mSv/h an (gleichzeitig traten auch aus Block 1 große Dampfmengen aus). Man befürchtete einen Schaden am Sicherheitsbehälter und ließ den gemeinsamen Leitstand von Block 3 und 4 zwischen 10:45 und 11:30 räumen. Die Wassereinspritzung in den Druckbehälter wurde solange unterbrochen.
Vom 15. bis zum 20. März fanden weitere manuelle Druckentlastungen statt.

### Behelfskühlung des Abklingbeckens
Neben dem Reaktorkern mussten auch die Brennelemente im Abklingbecken im oberen Bereich des Reaktorgebäudes gekühlt werden. Es bestand die Gefahr, dass die Explosion Lecks verursacht hatte und dass die Brennelemente mangels Kühlwasser überhitzten und Feuer fingen. Die vorhandenen Pumpen konnte man aber nicht nutzen, mangels Stromversorgung oder wegen Explosionsschäden. Stattdessen griff man zu verzweifelt anmutenden Mitteln: Chinook-Hubschrauber der Streitkräfte sollten Wasser aus der Luft abwerfen. Der erste Versuch am Abend des 16. März wurde jedoch wegen zu hoher Strahlungsgefahr für die Piloten abgebrochen.
Am nächsten Morgen unternahm man einen zweiten Anlauf. Die Hubschrauber waren diesmal mit Bleiplatten nach unten abgeschirmt und warfen im Vorbeiflug vier Wasserladungen von je 7,5 Tonnen aus Löschwasserbehältern auf das Reaktorgebäude ab. Videoaufnahmen zeigen, dass der Abwurf wenig treffsicher war und ein Großteil des Wassers neben dem Reaktorblock niederging oder bereits in der Luft verdunstete. Statt des geplanten Abwurfs von mehreren dutzend Wasserladungen wurde der Versuch abgebrochen.
Die New York Times war der Ansicht, bei den Hubschrauberabwürfen habe es sich vor allem um eine Demonstration von Handlungsfähigkeit für die japanische Bevölkerung und die USA gehandelt. Premierminister Naoto Kan habe danach persönlich mit US-Präsident Barack Obama telefoniert und ihm vom angeblichen Erfolg der Aktion berichtet.

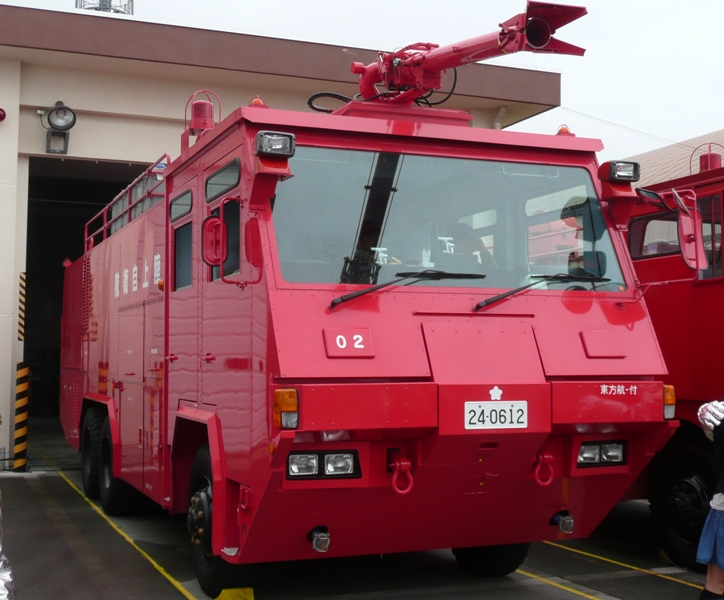
Sonderlöschfahrzeug der japanischen Streitkräfte

Nach dem Fehlschlag aus der Luft erfolgte der nächste Versuch vom Boden ausgehend: Ein Wasserwerfer der Bereitschaftspolizei und fünf Sonderlöschfahrzeuge der japanischen Streitkräfte spritzten insgesamt etwa 30 Tonnen Wasser auf bzw. in das Reaktorgebäude. Tepco wertete den Versuch als Erfolg: Es sei Dampf aufgestiegen, also habe man das Abklingbecken getroffen. Daher wurde die Kühlung mit Löschfahrzeugen der Streitkräfte in den nachfolgenden Tagen fortgesetzt.
Ab dem 20. März beteiligten sich auch vierzehn hinzugezogene Löschfahrzeuge der Sondereinheit Hyper Rescue Unit der Tokioter Feuerwehr an dem Einsatz. Die Menge an aufgesprühtem Wasser erhöhte sich in den folgenden Tagen auf mehrere hundert Tonnen täglich.

### Gefahrensituationen und Kühlmaßnahmen
Am 20. März stieg der Druck in Reaktor 3 nochmals an. Vorübergehend wurden im Sicherheitsbehälter knapp 500 Kilopascal erreicht – angeblich so „wenig“, dass auf ein erneutes Ablassen von kontaminiertem Dampf verzichtet werden konnte. In späteren Berichten ist aber von einem (letztmaligen) Öffnen des pneumatischen Druckentlastungsventils gegen 11:25 Uhr die Rede.
Ab dem folgenden Tag um 16 Uhr wurde grauer Rauch beobachtet, der aus den Überresten des Reaktorgebäudes aufstieg. Tepco zog seine Mitarbeiter vorübergehend vom Kraftwerksgelände ab. Der Kühleinsatz mit Löschfahrzeugen und die Arbeiten an der Stromversorgung an Block 3 wurden unterbrochen. Die Strahlung an der westlichen Geländegrenze stieg um das Zehnfache auf 2 Millisievert pro Stunde. Ab 18 Uhr ließ die Intensität des Rauchs wieder nach, aber ein wenig davon war auch in den folgenden Tagen weiter zu sehen.
Am 22. März war Block 3 der erste, dessen Stromversorgung wiederhergestellt wurde; im Leitstand gab es nun wieder eine ordentliche Beleuchtung. Zwei Tage später veröffentlichte Tepco ein Foto, das eine funktionierende Deckenbeleuchtung, aber dunkle Monitore und tote Warnleuchten zeigt. Dazwischen klebt ein Zettel mit der Aufschrift „SBO 3/11 15°39'“, was für „station blackout (Stromausfall) am 11. März um 15:39 Uhr“ stehen könnte.
Am 23. und 24. März wurde Meerwasser über das reguläre Kühlsystem ins Abklingbecken eingeleitet.
Am 24. März kam es bei zwei Arbeitern, die Stromleitungen im Untergeschoss des Turbinengebäudes von Block 3 verlegt hatten, zu hohen Strahlenbelastungen an den Füßen, mit Verdacht auf Strahlenverbrennungen. Nachforschungen ergaben, dass sich in dem Gebäude hoch radioaktiv kontaminiertes Wasser angesammelt hatte. Nach Auskunft der NISA handelte es sich dabei offenbar um Wasser aus dem Reaktorkern. NISA-Sprecher Hidehiko Nishiyama sagte, vermutlich sei der Sicherheitsbehälter beschädigt, zog diese Aussage jedoch am gleichen Tag wieder zurück. Die Ursache des Wasseraustritts sei unklar. Teile des Wassers wurden anschließend in einen weiter oben gelegenen Tank umgepumpt.
Ab dem 25. März wurde die Kühlung des Reaktordruckbehälters auf Süßwasser umgestellt. Die Wasserbesprühung des Abklingbeckens übernahm an diesem Tag die Feuerwehr von Kawasaki, mit Unterstützung der Kollegen aus Tokio. Zwei Tage später hatten die Wasserwerfer dann ausgedient; stattdessen kam eine Autobetonpumpe zum Einsatz, die die Tepco-Mitarbeiter angesichts ihres langen Metallrüssels „Elefant“ tauften, später dann „Giraffe“. Ab dem 29. März wurde Süß- statt Meerwasser versprüht.
Ende März ging die Aufsichtsbehörde davon aus, dass der Druckbehälter des Reaktors undicht sei. Vermutlich würden Gase durch ermüdete Ventile, Rohrverbindungen oder Dichtungen aus dem Behälter entweichen.
Am 12. April wurde der Sprüharm der Betonpumpe mit einer Kamera versehen. Nach Beobachtung des Wasserstands schloss Tepco nennenswerte Lecks am Becken aus. Aus weiteren Berechnungen folgte, dass der Wasserstand zu keinem Zeitpunkt in einen kritischen Bereich zu fallen drohte. Die riskanten Hubschrauber- und Wasserwerfereinsätze wären demnach nicht nötig gewesen, und die Theorie einer Nuklearexplosion im Abklingbecken nicht mehr haltbar.
Am 26. April stellte Tepco die Wassereinspeisung in das Abklingbecken ein weiteres Mal um. Nun kam wieder eine reguläre Einspritzleitung zum Einsatz (das fuel pool coolant clean-up system).

### Instabiler Reaktor und kontaminiertes Wasser

Temperaturen des Druckbehälters vom 19. März bis zum 28. Mai 2011

Kühlwassermengen vom 13. März bis zum 28. Mai

Die Aktivität von Reaktor 3 hatte seit Mitte März stetig abgenommen. Ende April verringerte Tepco die Menge des in den Reaktor eingespeisten Wassers ein wenig. Daraufhin begann die Temperatur am Druckbehälter stark anzusteigen (siehe Grafik). Tepco reagierte mit einer um 30 Prozent höheren Kühlwassermenge, was den Temperaturanstieg an einigen Stellen des Druckbehälters beendete, während andere Stellen sich weiter erhitzten. Der Kraftwerksbetreiber vermutete, dass Teile des Kühlwassers gar nicht im Reaktor ankamen, sondern durch eine abzweigende Leitung entschwanden, und verdoppelte die Wassermenge unter Zuhilfenahme einer weiteren Zugangsleitung. Damit bekam man die Situation in den Griff; die Reaktortemperatur fiel wieder zurück in unkritische Bereiche.
Auch bei Block 3 wurden nun sehr hohe Radionuklidkonzentrationen im Wasser des Abklingbeckens festgestellt. Die 131Iod-Konzentration war zu hoch für gelagerte Brennelemente. Tepco erklärte dies damit, dass bei der Explosion am 14. März aus dem Reaktor ausgetretene Stoffe in das Abklingbecken geschleudert worden seien. Da das Becken vollständig mit Schutt bedeckt ist, lässt sich der Zustand der Brennelemente bislang nicht überprüfen (Stand: Ende 2011).
Am 11. Mai stellte Tepco fest, dass auch an Block 3 – so wie zuvor schon an Block 2 – hoch kontaminiertes Wasser aus einem Kabelschacht ins Meer floss, offenbar erst seit wenigen Tagen. Das Leck wurde mit Textilmaterial und Beton verschlossen, aber Messwerte deuteten auf einen weiteren Abwasseraustritt ins Meer hin. Man versuchte, den Lecks mit dem Abpumpen von Wasser aus dem Turbinengebäude den Zufluss zu entziehen, aber nach einer Woche war nicht mehr genügend Platz im Abfalllager vorhanden. Bis zur Inbetriebnahme der Abwasser-Dekontaminationsanlage in der zweiten Junihälfte behalf man sich mit weiteren Provisorien wie dem Abpumpen in einen Kondenswassertank im Turbinenhaus.
In der Nacht vom 13. zum 14. Juni zeigte die Tepco-Webcam einen heftigen Dampfausbruch aus Block 3.

### Absicherung von Block 3
Ab Ende Mai leitete Tepco zusammen mit dem Kühlwasser auch Hydrazin als Korrosionsschutzmittel in das Abklingbecken ein. Im Juni wurde ein neues, geschlossenes Kühlsystem installiert und mit Borsäure versetztes Wasser eingeleitet. Der pH-Wert des Wassers im Abklingbecken war auf 11,2 gestiegen, vermutlich durch Auflösung von Betonschutt, und das basische Wasser drohte, die aus Aluminium bestehenden Brennelement-Lagergestelle zu zerstören.
Anfang Juli wurde das Reaktorgebäude dekontaminiert, um anschließend (ab Mitte Juli 2011) Stickstoff in den Sicherheitsbehälter einzuleiten. Das Abräumen von radioaktivem Schutt übernahm ein Roboter.
Um die Reaktorkühlung weiter zu verbessern, begann Tepco Anfang September 2011 mit der Wassereinleitung über das Core Spray System (Kernsprühsystem).

### Schäden an Block 3
Im Juli 2017 gelang es erstmals einem schwimmenden Aufklärungsroboter in den Reaktor vorzudringen und verwertbare Aufnahmen zu liefern. In sechs Metern Wassertiefe befindet sich demnach eine bis zu einem Meter dicke, erkaltete Schlackeschicht, bei der es sich nach Experteneinschätzung vermutlich um Corium handelt, also einer Mischung, die aus geschmolzenen Metallteilen, zerfallenen Hüllen von Brennstäben und dem nuklearen Treibstoff selbst besteht.

## Reaktorblock 4
Reaktorblock 4 war seit dem 29. November 2010 wegen Instandsetzungsarbeiten an der Hülle des Reaktordruckbehälters außer Betrieb. Daher befanden sich zum Zeitpunkt des Bebens im Inneren des Reaktors keine Brennelemente. Diese lagerten stattdessen im Abklingbecken im Inneren des Reaktorgebäudes, dessen Kapazität dabei zu 97 Prozent ausgenutzt wurde. Da die Brennelemente erst relativ kurz zuvor in Verwendung waren, produzierten sie besonders viel Nachzerfallswärme.
Wegen Wartungsarbeiten waren auch einer der beiden Notstromgeneratoren und Teile der Reaktordatenaufzeichnung außer Betrieb.

### Kühlungsausfall, Explosion und Brände
Der eine verbliebene Notstromgenerator fiel durch Überschwemmung aus und damit auch die Kühlung des Abklingbeckens; die Wassertemperatur stieg an. Bis zum 14. März erreichte sie 84 °C; anschließend fiel das System zur Temperaturmessung aus. Mit weiterer Erhitzung des Beckens begann das Kühlwasser vermutlich zu kochen und zu verdampfen; außerdem befürchtete man einen Wasserverlust durch Gebäudeschäden und Lecks nach der Explosion von Block 3. Es bestand die Gefahr, dass die Brennelemente teilweise freilagen und sich so weit erhitzten, dass Wasserstoff freigesetzt werden konnte.
Am 15. März gegen 6 Uhr ereignete sich im Reaktorgebäude von Block 4 eine Explosion, die den Großteil der oberen zwei Geschosse und weitere Außenwände zerstörte. Beobachter wie die IAEO erklärten dies damit, dass im Abklingbecken Wasserstoff entstanden und als Knallgas explodiert sei. Später kamen Tepco und die NISA zu dem Ergebnis, dass wahrscheinlich Wasserstoff aus Block 3 durch verbundene Lüftungsrohre nach Block 4 gelangt und dort explodiert war. Hierfür sprachen Videoaufnahmen, die intakte Brennelemente im Abklingbecken zeigten, Wasseranalysen und besonders große Schäden im Bereich der Lüftungsrohre.
Nach der Explosion trieben mehrere Stunden lang schwarze Rauchschwaden aus Block 4 gen Westen. Um 9:38 Uhr wurde ein Feuer im dritten Obergeschoss des Reaktorgebäudes gemeldet. Laut IAEO brannte es im Abklingbecken; wahrscheinlicher ist jedoch ein Ölbrand. Die Strahlung auf dem Gelände stieg vorübergehend stark an und erreichte an der Geländegrenze einen Rekordwert von 12 mSv/h, was auch im Zusammenhang mit der in etwa gleichzeitigen mutmaßlichen Explosion in Block 2 stehen kann.
Als ein Team der United States Army zusammen mit der Werkfeuerwehr gegen 11 Uhr anrückte, war der Brand bereits von alleine verloschen.
Die amerikanische Atomaufsichtsbehörde NRC bezeichnete die Situation von Block 4 als die kritischste von allen Blöcken.:ab 17:55 In den Medien wurde über einen möglichen Kritikalitätsstörfall im Abklingbecken spekuliert, in dem sich über 200 Tonnen Brennelemente befanden. Bei einem solchen Verlauf kann es durch Wiedereinsetzen der nuklearen Kettenreaktion zu einer umfangreichen Freisetzung von radioaktivem Material kommen. Die NRC schätzte, dass im schlimmsten Fall 200.000 Menschen durch Strahlung getötet hätten werden können.:ab 17:55 Der Nuklear-Energie-Experte Arnold Gundersen sagte, Japan wäre in zwei Hälften geteilt worden.:ab 20:05 Es hätte einen 50 Kilometer breiten Streifen quer durch Japan gegeben, sodass Menschen nicht mehr von Norden nach Süden gekommen wären.:welche Minute? Tepco bestreitet größere Beschädigungen des Abklingbecken und verweist auf die funktionierende Kühlung.:ab 17:55
Am Abend des 15. März wies der Wirtschaftsminister den Kraftwerksbetreiber an, Wasser in das Abklingbecken einzuleiten. Dieser teilte mit, eine Wassereinleitung in das Abklingbecken sei noch nicht möglich. Laut Presseberichten waren die Zufahrtswege zu Block 4 versperrt, und eine neue Zufahrt war noch in Arbeit.

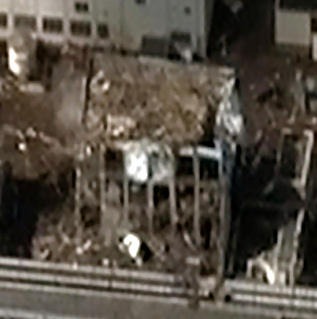
Reaktorgebäude 4 am 16. März

Am späten Abend stieg die Strahlung auf dem Gelände erneut stark an. Am nachfolgenden Tag wurde um 5:45 Uhr wieder ein Feuer in Block 4 beobachtet, welches jedoch um 6:15 Uhr nicht mehr nachweisbar war. Auf einem kurz danach aufgenommenen Satellitenfoto fehlen große Teile der Hülle des Reaktorgebäudes. Später veröffentlichte, hochauflösende Fotos zeigen verschieden starke Schäden je nach Gebäudeseite und Stockwerk.

### Behelfs- und Zufallskühlung des Abklingbeckens
Da das Abklingbecken nicht vom Boden aus gekühlt werden konnte und der Wasserabwurf per Hubschrauber erfolglos war, konzentrierten sich die weiteren Versuche mit Wasserwerfern auf den rauchenden Block 3. Deswegen kam es zu einem Streit zwischen dem Vorsitzenden der US-amerikanischen Atomaufsicht NRC, Gregory Jaczko, und Tepco. Jaczko sagte, dass im Abklingbecken von Block 4 kein Wasser mehr vorhanden sei, während Tepco behauptete, dass beim Hubschrauber-Vorbeiflug Wasser ausgemacht worden sei. US-Experten diskutierten über mögliche Lecks. Drei Monate später gestand die NRC ein, dass Jaczko sich geirrt hatte. Im März 2013 jedoch gab der Ingenieur Atsufumi Yoshizawa von Tepco, der ein Mitglied der Einsatzkräfte vor Ort gewesen war, in einem Zeitungsinterview an, dass das Abklingbecken mit den Brennstäben zum damaligen Zeitpunkt ausgetrocknet war und die Gefahr einer möglichen Kernspaltungsreaktion bestanden hätte. Eine im Mai 2016 veröffentlichte Untersuchung der National Academy of Sciences bestätigte, dass nur ein ungewolltes Leck zum angrenzenden Flutraum für einen erneuten Zufluss von Wasser gesorgt und einen katastrophalen Brand der Brennstäbe verhindert habe.
Am 20. März um 8:21 Uhr begann auch bei Block 4 das Wassereinspritzen ins Abklingbecken mit Hilfe von Löschfahrzeugen der Streitkräfte. Ab dem 22. März wurde statt der Löschfahrzeuge eine in Deutschland gebaute Autobetonpumpe eingesetzt, um täglich etwa 150 Tonnen Wasser auf das Becken zu sprühen.
Ab dem 27. März wurde das Abklingbecken nicht mehr täglich, sondern im Abstand von mehreren Tagen mit Wasser aus der Betonpumpe gekühlt. Am 30. März wurde von Meer- auf Süßwasser umgestellt.
April 2011
Am 13. April veröffentlichte, erste Wasseranalysen aus dem Abklingbecken zeigten ungewöhnliche Konzentrationen von 131I, 134Cs und 137Cs (siehe Tabelle der Wassermesswerte der Abklingbecken), die durch leichte Schäden an den gelagerten Brennelementen erklärbar sind. Wahrscheinlicher ist jedoch der Eintrag radioaktiver Emissionen aus Block 1 bis 3. Neben der Probenentnahme wurde auch die Wassertemperatur gemessen. Sie belief sich auf 90 °C, weit über dem normalen Höchstwert von 40 °C. Bis zu diesem Zeitpunkt waren insgesamt 1.800 Tonnen Wasser auf Reaktorblock 4 gesprüht worden.

Kumulierte, eingesprühte Kühlwassermenge, vom 20. März bis zum 28. Mai

Um die Temperatur zu senken, wurde mehr Wasser eingeleitet und damit der Wasserstand (oberhalb der Brennelemente) erhöht. Daraufhin machte Tepco sich Sorgen um die Stabilität des Beckens, weil die Betonstruktur des Reaktorgebäudes durch eine der Explosionen im März geschwächt worden war, und reduzierte den Wasserstand wieder. Dies reichte wiederum nicht zur Kühlung aus; daher wurde sie auf eine automatische, temperaturabhängige Regelung umgestellt.
Beobachtungen des Wasserstands und weitere Untersuchungen ergaben, dass vermutlich kein nennenswertes Leck vorhanden ist, und dass die Brennelemente zu jedem Zeitpunkt vollständig mit Wasser bedeckt waren.
ab Mai 2011
Ab Mitte Mai injizierte Tepco zusammen mit dem Kühlwasser auch Hydrazin als Korrosionsschutzmittel in das Abklingbecken. Unter dem Becken wurden betonummantelte Sprieße zur Stabilisierung eingezogen.
Ende Juli begann die Inbetriebnahme eines neuen Kühlkreislaufs für das Abklingbecken.

## Reaktorblöcke 5 und 6

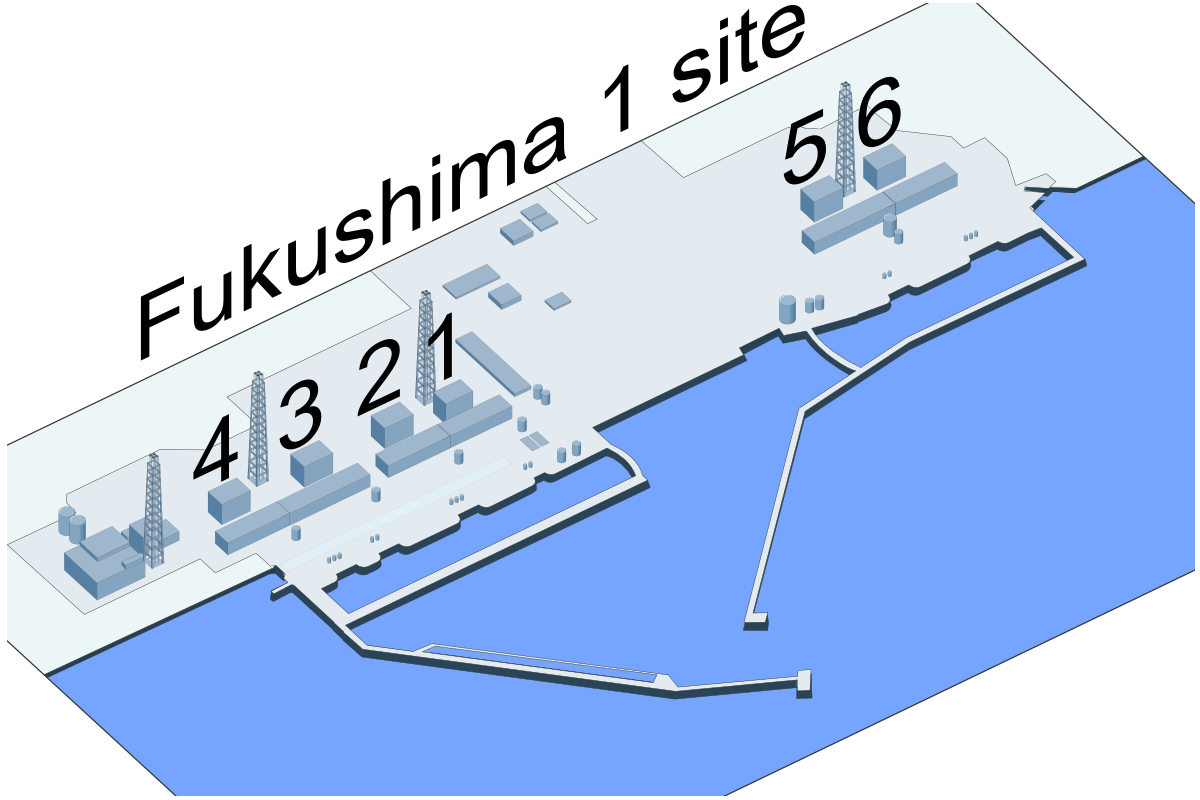
Block 5 und 6 liegen ungefähr 500 Meter abseits von Block 1 bis 4

Die Blöcke 5 und 6 befanden sich während des Erdbebens wegen Wartungsarbeiten außer Betrieb, waren jedoch schon wieder mit Kernbrennstäben bestückt. In Block 5 fanden gerade Drucktests am Reaktordruckbehälter statt.
Sowohl für die Reaktorkerne als auch für die Abklingbecken in den Reaktorgebäuden wurde und wird eine andauernde Kühlung benötigt. Block 6 basiert auf einem neueren, anders aufgebauten Reaktormodell als die übrigen Fukushima-I-Blöcke (siehe auch: Daten der Reaktorblöcke).
Von insgesamt fünf Notstromgeneratoren in den Blöcken 5 und 6 überstand einer in Block 6 den Tsunami. Trotzdem fiel in beiden Blöcken die Kühlung der Reaktoren und Abklingbecken aus, weil der Tsunami – wie auch bei Block 1 bis 4 – die Meerwasserpumpen zerstört hatte. In beiden Reaktoren wurden Druckentlastungen der Druckbehälter vorgenommen; in Block 5 mussten die Ventile dazu mangels Stromversorgung von Hand geöffnet werden. Die Stickstoffeinspeisung in den Sicherheitsbehälter von Reaktor 5 fiel aus und wurde von Hand wiederhergestellt.
Über diese Probleme wurde zunächst nichts öffentlich bekannt. Erst am 15. März informierte Regierungssprecher Edano darüber, dass auch in Block 5 und 6 die Kühlung nicht richtig funktioniere. Zu diesem Zeitpunkt hatte man bereits damit begonnen, Notkühlsysteme beider Reaktoren mit dem Generator von Block 6 zu betreiben. Die Reaktorkühlung war damit sichergestellt. Die Wasserstände lagen in einem sicheren Bereich, zwei bis zweieinhalb Meter oberhalb des Reaktorkerns.
Die Abklingbecken blieben dagegen zunächst weiter ungekühlt. Bis zum 15. März waren die Wassertemperaturen dort bereits aus dem Normalbereich von unter 40 °C auf rund 60 °C angestiegen. Am 19. März erreichten sie Höchstwerte von rund 67 °C (siehe auch: Tabelle der Temperaturen in den Abklingbecken von Block 5 und 6).
Am 18. März stiegen Arbeiter auf die Dächer der beiden Reaktorgebäude und bohrten vorsorglich jeweils drei ca. 3,5 bis 7 Zentimeter große Entlüftungslöcher in die Betondecken, um das Risiko von Knallgasexplosionen zu verringern.
Am 19. März gingen an beiden Blöcken provisorische Ersatz-Meerwasserpumpen in Betrieb, die ebenfalls von dem verbliebenen Dieselgenerator von Block 6 mit Strom versorgt wurden. Damit konnte die reguläre Kühlung für die Reaktoren und Abklingbecken wiederhergestellt werden. In beiden Abklingbecken fiel die Wassertemperatur bereits am nächsten Tag wieder unter 40 °C und pendelte sich anschließend zwischen 20 und 40 °C ein. Beide Blöcke erreichten am 20. März erstmals seit Beginn der Störfälle wieder den stabilen, abgeschalteten Betriebszustand „kalt, unterkritisch“ (cold shutdown), nachdem auch in den Reaktoren die Wassertemperaturen wieder in den Normalbereich gefallen waren.
Am 21. März wurde die Stromversorgung von Block 5 von Not- auf Netzstrom umgestellt, am 22. März folgte Block 6.
Ab dem 4. April pumpte Tepco radioaktiv kontaminiertes Sickerwasser ins Meer, das sich in Drainageschächten von Block 5 und 6 angesammelt hatte. Durch die überfüllte Drainage war bereits Wasser in die Gebäude gelaufen. Nach Protesten von Nachbarstaaten wurde das Ableiten von kontaminierten Wasser ins Meer am 10. April eingestellt, ab Mai wurde stattdessen regelmäßig Wasser aus dem Untergeschoss des Turbinenhauses von Block 6 in provisorische Tanks abgepumpt. Von dort bewegte man das Wasser im Juli weiter in einen schwimmenden 10.000-Kubikmeter-Tank auf dem Meer. Später wurden Teile davon dekontaminiert, entsalzt und ab Oktober 2011 auf dem Kraftwerksgelände versprüht.

## Zentrales Abklingbecken
Das zentrale Abklingbecken befindet sich in einem separaten Gebäude neben dem Reaktorgebäude 4 und benötigt ebenfalls eine Stromversorgung zur Kühlung. Auch hier gab es Probleme nach dem völligen Stromausfall: Trotz zeitweisen Versuchen durch Tepco, das Becken mit Wasserwerfern zu kühlen, stieg die Temperatur von ungefähr 30 °C am 11. März über 55 °C am 18. März 2011 bis auf 73 °C am 24. März. Nachdem am 24. März die Stromversorgung wiederhergestellt werden konnte, sank die Temperatur bis zum 27. März unter 40 °C, fiel in den nachfolgenden Tagen weiter und pendelte sich wieder um 30 °C ein.
Eine Analyse des Wassers im Becken ergab am 14. Mai 2011 erhöhte Caesium-Konzentrationen.